# Slowakischer Nationalsozialismus

Die Parteiflagge der Ludaken (seit 1939) wurde von beiden ideologischen Richtungen als Symbol genutzt

Slowakischer Nationalsozialismus (slowakisch: slovenský národný socializmus) ist neben dem Begriff völkische Slowakei (ľudové Slovensko) eine der beiden Bezeichnungen für die Staatsideologie des Slowakischen Staates, wie sie von 1940 bis 1945 von der Einparteiendiktatur der Ludaken entwickelt und vertreten wurde. Anders als der Name impliziert, handelt es sich beim slowakischen Modell um keine einfache Kopie des deutschen Nationalsozialismus, sondern um eine eigenständige rechtsextreme Ideologie. Sie verknüpft slowakischen Ultranationalismus mit autoritärem Korporatismus und Katholizismus sowie Rassenantisemitismus.
Die Ideologie basierte überwiegend auf der bereits 1939 eingeführten Staatsdoktrin, die als christlicher Totalitarismus (kresťanský totalitarizmus) bezeichnet wurde. Entscheidende ideologische Elemente waren einerseits der traditionelle klerikale Nationalismus, wie er sich bereits seit dem 19. Jahrhundert innerhalb der slowakischen Nationalbewegung entwickelt hatte. Er verklärte die Nation als unmittelbare Schöpfung des christlichen Gottes und lehnte eine säkulare Trennung von Staat und Kirche ab. Das zweite zentrale Element bildeten moderne rechtsextreme Staatstheorien, insbesondere der Spannismus sowie in geringerem Maße der italienische Faschismus. Der christliche Totalitarismus wurde vom klerikal-nationalistischen Parteiflügel um Staatspräsident und Parteichef Jozef Tiso sowie der radikalen Intellektuellengruppe Nástup vertreten, aus deren Reihen der Parteiideologe Štefan Polakovič stammte.
Der Übergang zum slowakischen Nationalsozialismus erfolgte nach dem Salzburger Diktat von 1940, bei dem der kleinere, nationalsozialistische Parteiflügel um Ministerpräsident und Außenminister Vojtech Tuka und die paramilitärische Hlinka-Garde gestärkt wurde. Der Tuka-Flügel forderte eine revolutionäre Umgestaltung der Slowakei nach dem Vorbild NS-Deutschlands und wurde dabei von deutschen Stellen unterstützt. Der Tiso-Flügel hingegen bemühte sich nun um einen ideellen Kompromiss mit der deutschen Ideologie, ohne deren Grundsätze unkritisch zu übernehmen. Im innenpolitischen Machtkampf um die weitere politische Ausrichtung behielt der dominierende Tiso-Flügel die Oberhand, jedoch begünstigten die ideologischen Auseinandersetzungen beider Lager zwischen 1940 und 1942 eine rapide Radikalisierung von Regime und Staatsideologie, da beide Parteiflügel in unterschiedlichem Ausmaß nationalsozialistisches Gedankengut übernahmen.
Der Tuka-Flügel konnte sich dabei mit der Forderung nach einer „radikalen Lösung der Judenfrage“ durchsetzen. Die slowakische Regierung verabschiedete mit dem Judenkodex 1941 eines der grausamsten antisemitischen Gesetze Europas. 1942 wurden aus der Slowakei etwa 58.000 slowakische Juden in deutsche Vernichtungslager deportiert, und noch im gleichen Jahr wandelte das Regime die Slowakei in einen Führerstaat um, mit „Führer und Präsident“ Jozef Tiso an der Spitze. Der einheimische slowakische Ultranationalismus erreichte seinen historischen Höhepunkt, wobei man die Slowaken zur „ältesten Nation Mitteleuropas“, sowie zum überlegenen „Kulturträger“ der Region und des gesamten Slawentums erklärte. Innenpolitisch wurde eine totalitäre „nationale Einheit“ unter Führung der Ludaken verklärt, welche vor „Volksfeinden“ geschützt und verteidigt werden sollte. In der Folge wurden nationale Minderheiten sowie tatsächliche oder imaginierte politische Gegner vom Regime verfolgt. Da die Staatsideologie den Katholizismus zur Essenz der „slowakischen Seele“ erklärte, bildete die katholische Kirche der Slowakei eine der wichtigsten Stützen des Regimes. Außenpolitisch begünstigte der militante Antibolschewismus des Regimes die Entsendung von etwa 60.000 slowakischen Soldaten zur Unterstützung des deutschen Angriffskrieges gegen die Sowjetunion.
Ob die hybride Staatsdoktrin Tisos und der Nástup-Gruppe als ein „slowakischer Faschismus“ aufgefasst werden kann, ist Gegenstand wissenschaftlicher Debatten. Eine Einordnung zum „Klerikalfaschismus“ wird hingegen von der gegenwärtigen Forschung überwiegend abgelehnt. In der heutigen Slowakei knüpft die neonazistische Partei ĽSNS an ideologische Aspekte beider ideologischer Linien an.

## Ursprünge

### Einflüsse der frühen Nationalbewegung

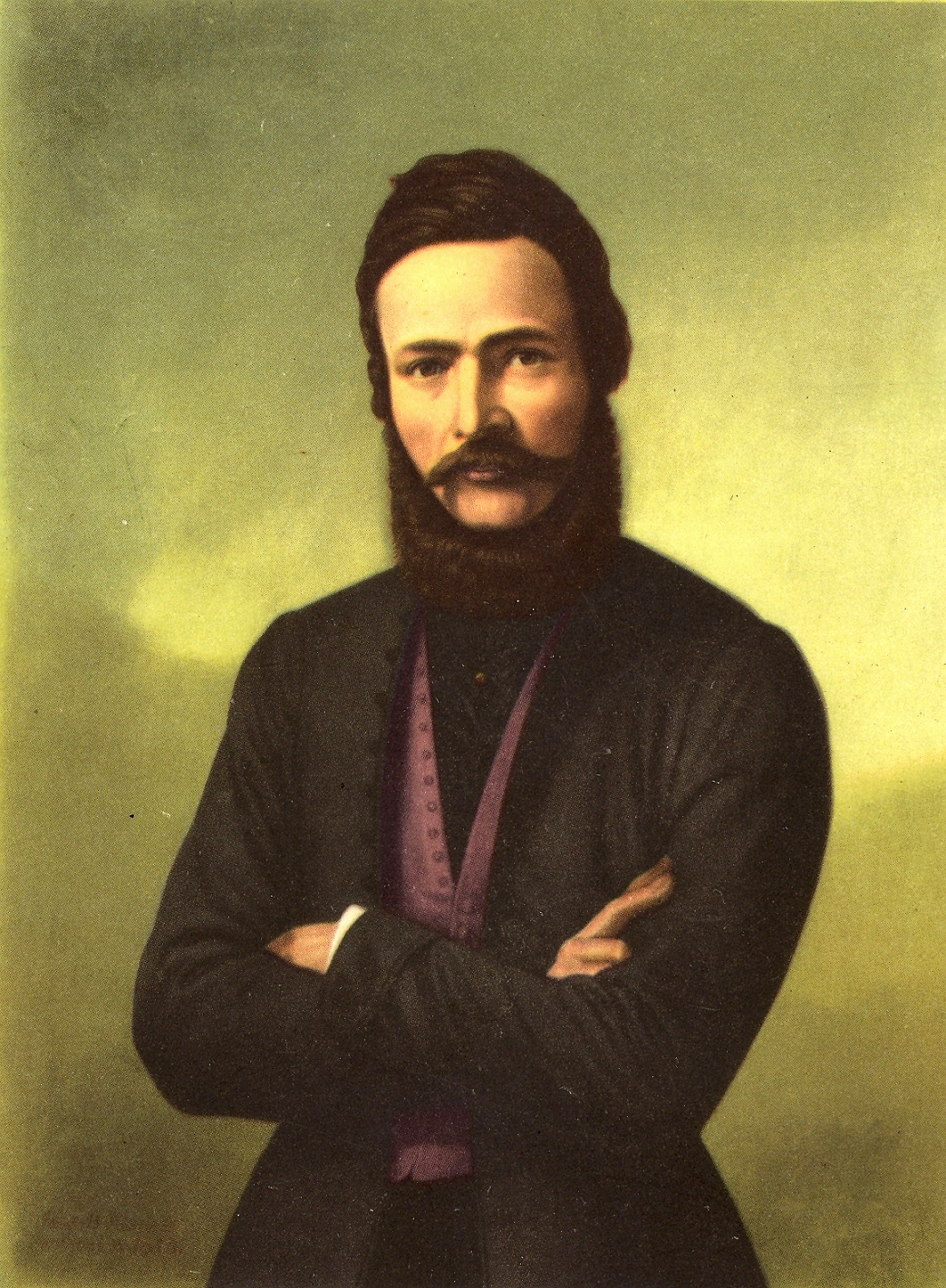
Porträt von Ľudovít Štúr (1815–1863), Schlüsselfigur der slowakischen Nationalbewegung

Einige Elemente jenes Ultranationalismus, wie er von der slowakischen Staatsideologie propagiert wurde, lassen sich bis zu den Anfängen der slowakischen Nationalbewegung im alten Königreich Ungarn zurückverfolgen. So wurde das Konzept einer ethnischen Nation, die sich über sprachliche und kulturelle Merkmale definiert, bereits von Ján Kollár (1793–1852) und Pavel Jozef Šafárik (1795–1861) etabliert. Für Kollár stellten Nationen einzigartige Gebilde dar, deren existenzielle Pflicht darin liege, ihre eigene Lebensart zu kultivieren. Die Staatsideologie des Slowakischen Staates hob diese Interpretation des Naturrechts und nationaler Verpflichtungen besonders hervor. Außerdem finden sich bei Kollár auch einige Anklänge an ein biologisches Nationsverständnis, auch wenn diese keine dominante Komponente seiner Lehre darstellten. Šafárik legte schließlich mit seinen frühen Werken die theoretische Basis für das Konzept einer eigenständigen slowakischen Identität dar, welches von späteren Generationen der slowakisch-nationalistischen Intelligenz aufgegriffen wurde.
Das Ludaken-Regime identifizierte sich jedoch nicht mit den beiden Vordenkern der Nationalbewegung. Insbesondere in ihren späteren Arbeiten verfolgten Kollár und Šafárik eine tschechoslowakistische Orientierung, außerdem wich deren Verständnis über die Beziehungen zwischen dem Individuum, der Nation und dem Staat radikal von der „völkischen Slowakei“ der Ludaken ab. So schätzten die beiden Aufklärer das freie Denken und die freie Meinungsäußerung. Der Staatsideologie des slowakischen Nationalsozialismus hingegen blieben diese Aspekte völlig fremd. Außerdem erklärte Kollár die Nation zwar zum „Gotteswerk“, nicht aber den Staat, den er als „Menschenwerk“ und somit als kein Definitionskriterium der Nation verstand.
Stärkere Übereinstimmungen wies die Staatsideologie des Slowakischen Staates mit dem Denken Ľudovít Štúrs (1815–1863) auf, insbesondere seinem Antiliberalismus, Kollektivismus sowie der Propagierung einer patriarchalen Autorität. Auch war Štúr der erste nationalistische Intellektuelle, der für die Slowakei eine Form der politischen Autonomie bzw. ein nationales Selbstbestimmungsrecht forderte. Im Gegensatz zum Ludaken-Regime war Štúr jedoch ein Verfechter demokratisch legitimierter Autorität. Darüber hinaus lieferten seine stark wandelnden Ansichten Anschlussmöglichkeiten für ganz unterschiedliche Gruppen, von pro-westlichen Liberalen (z. B. Milan Hodža) über kommunistische Ideologen (z. B. Ladislav Novomeský) bis hin zu slowakischen Faschisten (z. B. Alexander Mach).

### Klerikaler Nationalismus

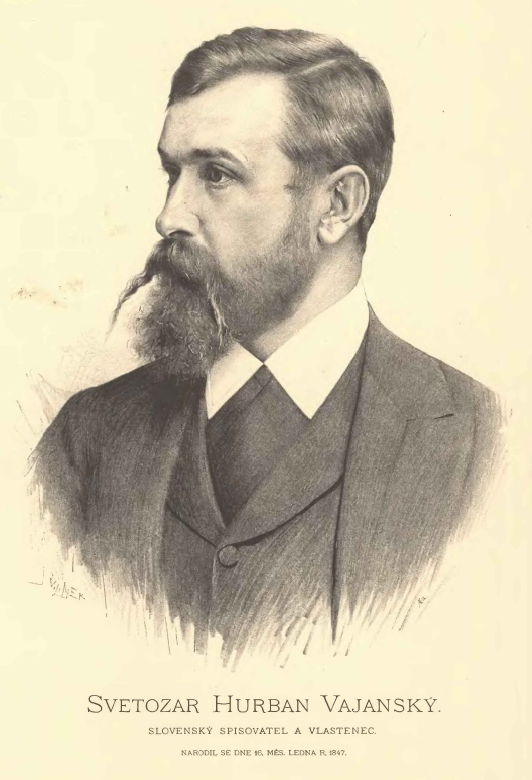
Svetozár Hurban Vajanský (1847–1916), evangelischer Ideologe des klerikalen Nationalismus in der Slowakei

Von den verschiedenen ideologischen Lagern, die sich bis Anfang des 20. Jahrhunderts innerhalb der slowakischen Nationalbewegung ausdifferenziert hatten, übte die klerikal-nationalistische Position den direktesten Einfluss auf den slowakischen Nationalsozialismus aus. Der klerikale Nationalismus entwickelte sich bereits in der zweiten Hälfte des 19. Jahrhunderts rund um den evangelischen Martiner Kreis und dessen führenden Ideologen Svetozár Hurban Vajanský (1847–1916). Vajanský vertrat einen traditionalistisch-konservativen Nationalismus, der antiliberal und antisemitisch ausgerichtet war. Laut Vajanský sollte jeder Lebensbereich der Slowaken – vom Gottesdienst bis zur Feldarbeit – von Nationalismus erfüllt sein, da sie nur so die Chance hätten, eine selbstständige Nation zu werden. Den westlichen Liberalismus lehnte er ebenso ab wie die Trennung von Staat und Kirche. Der Säkularismus galt ihm als Ausweis der Dekadenz einer Gesellschaft. Wie bei allen ultranationalistischen Konzepten, nahm die Nation bei Vajanský die höchste Instanz ein, der sich alles andere bis hin zum Individuum unterzuordnen habe.

Porträt von Andrej Hlinka (1864–1938), katholischer Führer des klerikalen Nationalismus in der Slowakei

Zu Beginn des 20. Jahrhunderts wurde mit der Slowakischen Volkspartei von Andrej Hlinka (1864–1938) eine Vertreterin des politischen Katholizismus zur dominierenden Kraft im klerikal-nationalistischen Lager. Die Partei, deren Mitglieder Ludaken genannt wurden, war bereits vor dem Ersten Weltkrieg im alten Königreich Ungarn als Abspaltung von der gesamtungarischen Katholischen Volkspartei entstanden. Ebenso wie diese ging sie von der katholischen Soziallehre und den päpstlichen Enzykliken aus. Innerhalb Ungarns akzentuierte die Hlinka-Partei katholisch-religiöse Forderungen und trat in der Nationalitätenfrage gegen die Magyarisierung der Slowaken im Schulwesen und öffentlichen Leben auf. Nach 1918 modifizierte sie ihr Programm im Bezug auf die Nationalitätenfrage und forderte Autonomie für die Slowakei im Rahmen der Tschechoslowakei. Die Idee einer ethnischen „tschechoslowakischen Nation“ lehnten die Ludaken ab, gleichzeitig bejahten die konservativen Parteimitglieder aber den tschechoslowakischen Staat. Wegen ihrer engen Verflechtung mit dem katholischen Klerus wurden sie auch Prälatenflügel genannt. Diese klerikal-nationalistische Fraktion besaß bis 1938 die Mehrheit in den Führungsgremien der Partei. Ihr wichtigster Repräsentant war der Priester, Theologe und Vizevorsitzende der Partei Jozef Tiso (1887–1947).
Auch Hlinka als Parteichef setzte die bisherige klerikal-nationalistische Tradition fort und verstand die slowakische Nation als eine sprachlich-kulturell definierte Gemeinschaft. Er forderte das Selbstbestimmungsrecht der Slowaken als notwendige Voraussetzung zur Kultivierung der einzigartigen kollektiven Persönlichkeit der slowakischen Nation und begründete dies mit dem Naturrecht. Dieser Ansatz des slowakischen Nationalismus, der starke Einflüsse der Linie Ľudovít Štúrs erkennen lässt, stellte die wichtigste Konstante zwischen dem Denken Hlinkas und der späteren Staatsideologie unter Tiso dar. Allerdings unterschied sich Hlinka von Štúr in der Frage, auf Grundlage welcher politischen Prinzipien das Verhältnis zwischen Nation und Staat definiert werden sollten.
Anders als bei Štúr, ergab sich für Hlinka die Autorität des Staates nicht aus der Zustimmung der regierten Bevölkerung, sondern aus der Unterordnung des Staates unter das göttliche Recht, inhaltlich ausgelegt von Vertretern der katholischen Kirche. Mit den daraus abgeleiteten einschneidenden Eingriffsrechten des Staates in das Leben seiner Bürger, sowie dem Bezug auf ein unanfechtbares religiöses Dogma, war bereits in Hlinkas Vorstellungen ein erhebliches Potenzial für ein autoritäres oder sogar totalitäres Regime angelegt. Im slowakischen Nationalsozialismus bildete diese Form des Klerikalismus die Grundlage für die propagierte Schaffung einer „neuen Slowakei“. Dennoch bestand keine durchgehende Kontinuität zwischen der späteren Staatsideologie und Hlinkas politischen Ansätzen. So spielte antisemitisches Gedankengut bei den Ludaken zwar bereits unter Hlinkas Parteiführung eine Rolle, jedoch vertrat die offizielle Parteilinie bis zu Hlinkas Tod keine genozidialen Tendenzen. Die Hlinka-Partei beteiligte sich am tschechoslowakischen Parlamentarismus, um die Anerkennung der Slowaken als eigenständiger Nation zu erreichen, und strebte nicht danach, die demokratische Tschechoslowakei durch eine theokratisch regierte unabhängige Slowakei zu ersetzen. Im Gegensatz zur Staatsdoktrin nach 1939 setzte Hlinka die nationale Souveränität der Slowaken nicht einer staatlichen Unabhängigkeit gleich. Die Eigenstaatlichkeit stellte für ihn keine unbedingte Voraussetzung für die nationale Existenz der Slowaken dar.

### Moderne rechtsextreme Strömungen

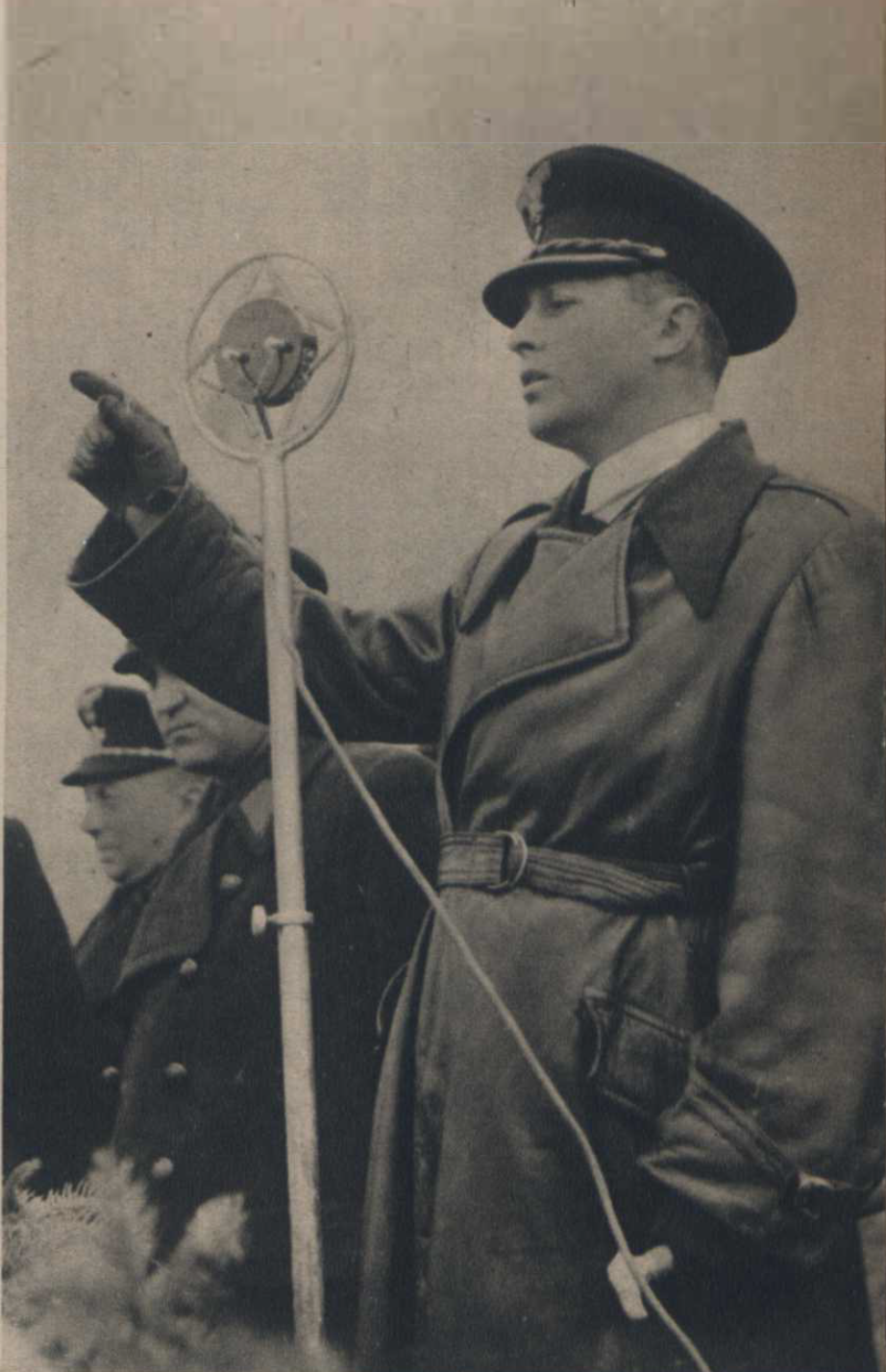
Alexander Mach (1902–1980), Ideologe der faschistischen Rodobrana

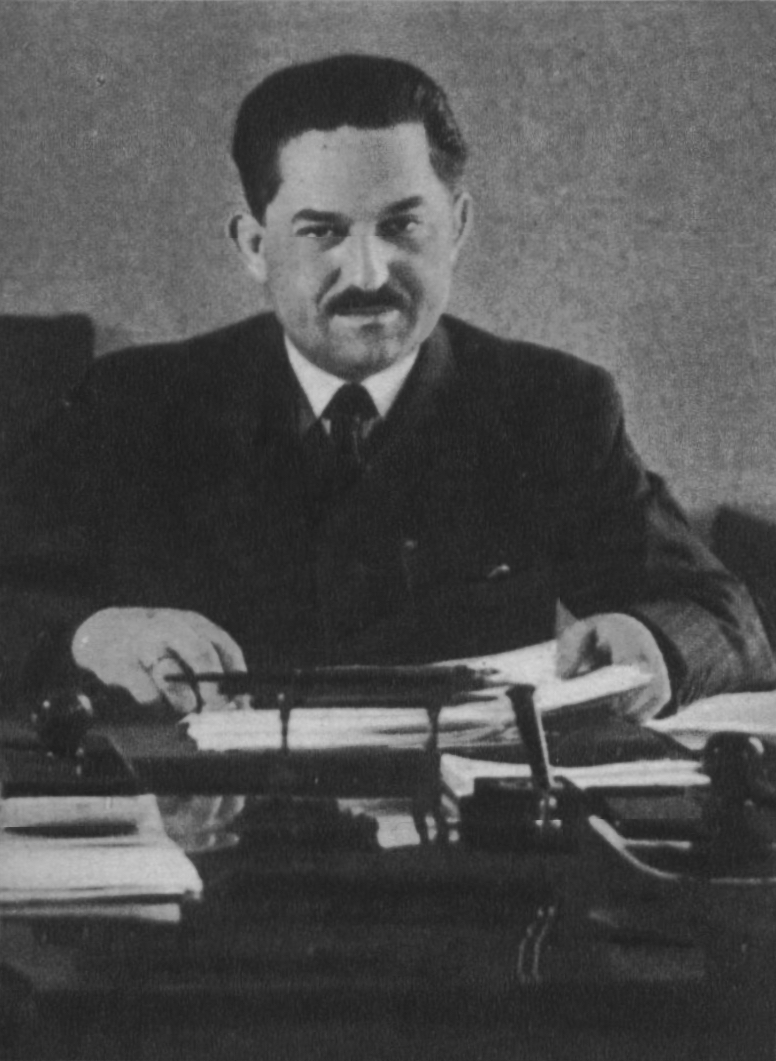
Ferdinand Ďurčanský (1906–1974), Leitfigur der rechtsextremen Intellektuellen des Nástup

Eine radikalere Fraktion fühlte sich mit den Vorstellungen Vojtech Tukas verbunden, der als ehemaliger Universitätsprofessor für Internationales Recht 1921 von Hlinka in die Partei geholt worden war. Tuka war nach 1925 Präsidiumsmitglied und seit 1926 Generalsekretär der Hlinka-Partei. Seine politische Lehre basierte zunächst auf dem italienischen Faschismus und nach 1938/1939 auf dem deutschen Nationalsozialismus. 1923 gründete Tuka innerhalb der Hlinka-Partei die Ordnertruppe Rodobrana, die schnell auf einige Tausend Mitglieder anwuchs und sich in ihrem Programm offen zum italienischen Faschismus bekannte. Einige konservative Führungsmitglieder der Ludaken betrachteten die Rodobrana mit Vorbehalten, sie war aber fester Bestandteil der Hlinka-Partei. Damit war der Faschismus in deren Kreisen zumindest „salonfähig“, auch wenn die Partei selbst in der Zwischenkriegszeit nicht insgesamt faschistisch eingestellt war. Die parlamentarische Demokratie kritisierten die Ludaken als schwach und wirkungslos im Kampf gegen die Nationalisten und Kommunisten. Die Rodobrana wurde 1927 von der tschechoslowakischen Regierung trotz der Regierungsbeteiligung der Hlinka-Partei verboten und löste sich 1929 auf, nachdem ihr Führer Tuka als Abgeordneter zu 15 Jahren Gefängnis wegen Spionage für Ungarn verurteilt worden war.
Da aber Tuka als Präsidiumsmitglied und Generalsekretär in der Position gewesen war, seine Unterstützer in wichtigen Parteiämtern zu platzieren, blieben seine Ideen auch nach seiner Verurteilung von Bedeutung. Als Sprachrohr diente dem Tuka-Flügel die Halbmonatszeitschrift Nástup („Der Antritt“), die der ganzen Gruppe der separatistisch eingestellten Radikalen den Namen gab („Nástupisten“), welche sich vor allem antitschechisch, antisemitisch und antimarxistisch profilierten. Seit dem Parteikongress der Ludaken 1936 in Piešťany gewannen die Ideen der Nástup-Gruppe stärkeren Einfluss auf die Ausrichtung der Partei. Im von den jungen Nástupisten Alexander Mach, Karol Sidor und Ferdinand Ďurčanský vorgelegten Manifest bekannten sich die Ludaken zwar nicht explizit zum Faschismus oder Nationalsozialismus, reihten sich aber ein in eine internationale „antikommunistische Front“. Die Demokratie wurde auf dem Parteitag als überholtes Konzept abgelehnt, man orientierte sich am Modell autoritärer Ständestaaten wie Österreich, Portugal und Spanien. Auch bei den gemäßigten Vertretern der Partei ließ sich eine Radikalisierung der Positionen beobachten, allen voran bei Jozef Tiso. Dieser prägte auf dem Kongress das von Goebbels abgewandelte Motto: „Eine Nation, eine Partei, ein Führer.“
Nach dem Münchner Abkommen von 1938 wurde unter der Führung der Ludaken die slowakische Autonomie innerhalb der Tschecho-Slowakischen Republik durchgesetzt. Von Oktober bis Dezember 1938 erfolgte die Errichtung einer Einparteiendiktatur, die von Beginn an antitschechisch und antijüdisch war. Redefreiheit, Pressefreiheit und weitere politische Rechte wurden aufgehoben, linke und jüdische Parteien von der autonomen slowakischen Regierung aufgelöst. Die übrigen Mitte-Rechts-Parteien wurden zur Vereinigung mit der Hlinka-Partei gezwungen.

### Verhältnis zum Nationalsozialismus

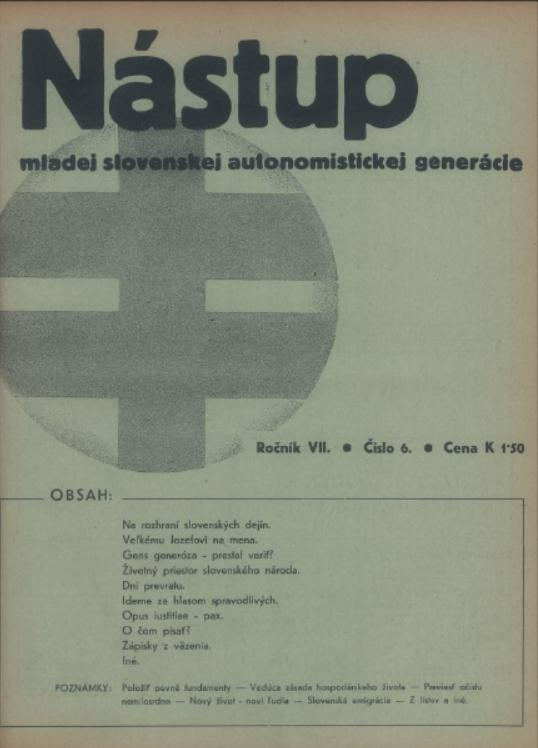
Nástup („Der Antritt“), Zeitschrift und Namensgeber der jungen Radikalen der Hlinka-Partei

Für die starke Rezeption des deutschen Nationalsozialismus im slowakischen Staat ab 1939, die allein schon in der Machtposition Deutschlands gegenüber der Slowakei begründet lag, gab es erstaunlich wenig Vorlauf in der Zwischenkriegszeit. Erst nach dem Anschluss Österreichs im März 1938 setzte aus rein opportunistischen Gründen eine stetig wachsende Zahl der Radikalen, zu der sich Tuka nach seiner Rehabilitierung im Oktober 1938 schlug, zunehmend auf die deutsche Karte. Zuvor waren pro-deutsche oder pro-nationalsozialistische Neigungen in der Slowakei nur in Kleinkreisen vorhanden gewesen.
Ein wesentlicher Punkt für die lang anhaltende Reserviertheit der Ludaken war der restriktive Umgang mit den Kirchen in Deutschland, die das säkular auftretenden nationalsozialistische Regime an den Tag legte. Der kleine radikale Kreis der Nástup-Gruppe, der sich dem Nationalsozialismus gegenüber schließlich öffnete und dadurch im slowakischen Staat erheblich an Einfluss gewann, zeichnete sich durch eine größere Säkularität aus. Obwohl entschiedene Anhänger Andrej Hlinkas und der katholischen Kirche, lehnten sie eine Führungsrolle des Klerus ab. Der klerikale, gemäßigtere Flügel der Ludaken wollte aber den Katholizismus im Staat stärken.
Die von den Schülern Vojtech Tukas 1932 gegründete rechtsradikale Zeitschrift Nástup repräsentierte die radikalste Variante des slowakischen Nationalismus. Zudem bestand eine personelle Kontinuität zwischen der offiziell aufgelösten Organisation Rodobrana, der Studentenbewegung um Nástup und der 1938 gegründeten Hlinka-Garde. Hinter Nástup standen die Brüder Ján und Ferdinand Ďurčanský, außerdem gehörten zur Redaktion bzw. den Autoren neben anderen auch Karol Murgaš, Karol Sidor und Alexander Mach. Die Beiträger des Nástup – junge katholische Studenten – sprachen sich für bessere Beziehungen mit den rechten diktatorischen Regimen in Mitteleuropa aus und äußerten sich regelmäßig aggressiv antitschechisch, antiungarisch und antisemitisch.
Schon der zweite Artikel in der ersten Nástup-Ausgabe 1933 bringt unter dem Titel „Hitlers nationale Bewegung und die slowakische Aktualität“ eine ausführliche Auseinandersetzung mit Hitler und dem Nationalsozialismus. Der Autor stellt fest, der Nástup-Kreis kämpfe „im Grunde für dieselben Ziele wie der deutsche Nationalsozialismus: für eine politische, wirtschaftliche und kulturelle Erneuerung, nur unsere Verhältnisse sind andere“. Verurteilt werden aus christlicher Sicht jedoch Rassismus und Gewalt. Dem Nationalsozialismus fehle die internationale christliche Linie. Er sei deshalb als Feind zu betrachten. Die slowakische Nation müsse sich vor marxistischen Bereicherern ebenso hüten wie vor dem attraktiven und unaufhaltsamen Faschismus. Die einzige Alternative sei ein christlicher Sozialismus, endet der Artikel. Der Nationalsozialismus wird in dem Text also vor allem aus einer religiösen Haltung heraus kritisch abgelehnt, obgleich der Artikel aus der Feder der radikalsten jungen Autonomisten stammte.
Die Nástupisten behielten ihre skeptische Haltung gegenüber dem Nationalsozialismus aus religiösen Gründen bei, fanden jedoch einen eigenen Weg zu totalitären Ideen. Gleichzeitig organisierten die jungen Autonomisten 1937 eine Propaganda-Offensive zugunsten des nationalsozialistischen Deutschland und faschistischen Italien, als der Druck von Seiten Hitlers auf die Tschechoslowakei immer stärker wurde und die tschechoslowakische Politik und Presse sich deutlich von jenen Regimen distanzierten. Karol Sidor etwa versuchte in einer Parlamentsrede die Anwesenden davon zu überzeugen, dass nicht Deutschland der wahre Feind des Landes sei, sondern die Kommunisten und die kommunistische Internationale, und dass die Außenpolitik entsprechend neu ausgerichtet werden müsse. Im November 1938 erklärten die Nástupisten schließlich noch innerhalb der Tschecho-Slowakei offen, einen slowakischen Staat als „totalitäres Regime“ organisieren zu wollen – konkret einen „slowakisch-christlichen Totalitarismus“.

## Politische Entwicklung 1938 bis 1940

### Autonomie und Anbindung der Radikalen an NS-Deutschland
Im Machtkampf um die Nachfolge des im August 1938 verstorbenen Parteiführers Andrej Hlinka konnte sich Jozef Tiso als Repräsentant des konservativ-klerikalen Parteiflügels durchsetzen. Gleichzeitig stand Tiso bei seiner Wahl zum slowakischen Ministerpräsidenten im Oktober 1938 ideologisch bereits der rechtsradikalen Nástup-Gruppe nahe. Die fehlende Macht der radikalen Ludaken innerhalb der Hlinka-Partei wurde bei den Wahlen zum ersten autonomen slowakischen Landtag im Dezember 1938 deutlich, bei welchen sich die Kandidatenliste der Ludaken stark an die gemäßigten Klerikalen anlehnte. Nur vier Radikale konnten sich ihrer Wahl sicher sein, und dem nach langjähriger Haft rehabilitierten Vojtech Tuka wurde ein Listenplatz ganz verwehrt.
Während sie im Inland zunehmend an Bedeutung verloren, weckten die Radikalen das Interesse der deutschen Führung im Rahmen von Hitlers expansiver Außenpolitik gegenüber der Tschecho-Slowakei. Die Konservativen vertraten bei der Umsetzung der slowakischen Autonomie und dem Aufbau eines von der Tschecho-Slowakischen Republik unabhängigen slowakischen Staatswesens eine langsame, evolutionäre Vorgehensweise. Die Radikalen dagegen verlangten, die nächstmögliche Gelegenheit auszunutzen und wurden von Deutschland in ihrer totalitären, antisemitischen und antitschechischen Politik unterstützt. Nachdem beim Ersten Wiener Schiedsspruchs im November 1938 die Regierung Tiso Gebiete der Südslowakei an Ungarn abtreten musste, verlor der vordergründig um die wirtschaftliche Stabilität einer unabhängigen Slowakei besorgte Tiso-Flügel die Initiative an die radikalen Separatisten, die mit ihren Kontakten nach Deutschland besser in der Lage zu sein schienen, slowakische Interessen zu schützen.
Ferdinand Ďurčanský kollaborierte seit 1938 mit deutschen Agenten in der Slowakei, und auch Vojtech Tukas Einfluss wurde wieder spürbar. Er begann innerhalb der Hlinka-Garde, der neuentstandenen paramilitärischen Einheit der Ludaken, Veteranen der früheren Rodobrana und weitere Radikale zusammenzuziehen. Sie sollte als Werkzeug der Realisierung seiner eigenen Pläne dienen. Tuka traf sich zunächst mit Hermann Göring und am 12. Februar 1939 auch mit Hitler, um für die Unterstützung der Loslösung der Slowakei von den Tschechen zu werben.

### Staatsgründung, Ideologie und Machtkampf

#### „Christlicher Totalitarismus“

Parteiflagge der Ludaken in der von 1938 bis 1939 verwendeten Version

Lage der unabhängigen Slowakei in Europa (1942)

Die am 14. März 1939 verwirklichte völlige Autonomie der Slowakei erzeugte mehrere Probleme, mit denen sich das Regime auseinandersetzen musste und die einen Einfluss auf die Formierung seiner Ideologie hatten. Das erste Problem war die Diskontinuität: Auf die schnell aufeinander folgenden politischen Veränderungen, die seit dem Tod Andrej Hlinkas im Sommer 1938 erfolgt waren, konnten die Ludaken nicht mit einem geschlossenen Programm reagieren. Das zweite Problem stellte die ersichtliche Abhängigkeit von NS-Deutschland dar, deren Beendigung für die Ludaken weder möglich noch in ihrem Interesse war. Unter diesen Umständen basierte die Formierung der Staatsideologie zwangsweise auf einem ideellen Eklektizismus.
Die erste systematische Darstellung der Staatsideologie stammte vom jungen katholischen Theologen und Philosophen Štefan Polakovič (1912–1999), der als Professor an der Universität Bratislava tätig war und dem Nástup-Kreis angehörte. Sein Werk K základom Slovenského štátu („Zur Grundlage des Slowakischen Staates“) erschien 1939 im Verlag der Matica slovenská, und wurde zum opus magnum des Slowakischen Staates. Die darin vorgestellte Ideologie bezeichnete er als „christlichen Totalitarismus“ (kresťanský totalitarizmus). Anders als die Bezeichnung vermuten lässt, verstand Polakovič dabei unter „Totalitarismus“ nicht die Forderung nach einem totalitären politischen System, sondern drückte damit ein allgemeines Grundprinzip seiner Ideologie aus, demzufolge die Einheit (Nation und Staat) stets Vorrang vor dem Individuum habe. Der „christliche Totalitarismus“ forderte im Wesentlichen die Errichtung eines „nichtrevolutionären“, autoritären Ständestaates, wie ihn etwa die Dollfuß-Schuschnigg-Diktatur in Österreich (1933–1938) vertreten hat. Die maßgeblichen Einflüsse für Polakovičs Ideologie stellten vor allem Othmar Spanns autoritärer Korporatismus und die katholische Lebensphilosophie Maurice Blondels dar.
Die Nation definierte Polakovič dabei angelehnt an Ernest Renan als einen „geistigen Organismus“, in dem oppositionelle Ansichten unerwünscht seien: „Wir wollen alle eins sein, Kraft einer Ideologie und eines Ziels. Alle zentrifugalen Neigungen und jede Uneinigkeit muss als antinational und staatsfeindlich angesehen werden.“

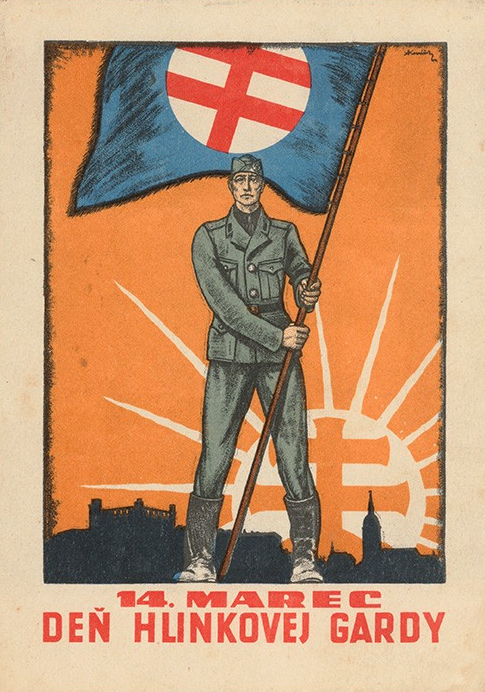
Propagandaplakat der Hlinka-Garde zur Staatsgründung 1939

Somit wies der „christliche Totalitarismus“ eine deutliche Neigung zu totalitären Ideen auf und wurde als Alternative zum Individualismus und nichtchristlichen Etatismus präsentiert. Zudem nahm Polakovič einerseits eine idealisierenden Haltung gegenüber der deutschen Minderheit ein, die er als staatsbildendes Element betrachtete. Andererseits rechtfertigte er mit vülgärer antijüdischer Rhetorik und sozialer Demagogie die repressive Politik des Regimes gegenüber den slowakischen Juden. Polakovič war nicht der einzige slowakische Intellektuelle, der gleich nach der Unabhängigkeit um ideelle Antworten bemüht war. Da er aber zum philosophischen Systematiker und Interpreten der Ansichten Jozef Tisos wurde, avancierte er zum führenden Ideologen des Regimes.
Seine Lehre prägte maßgeblich die am 21. Juli 1939 angenommene Verfassung des Slowakischen Staates. Deren stark autoritäre Züge und orientierten sich an den Verfassungen von Salazars Portugal und Franco-Spaniens.
Mit dem „christlichen Totalitarismus“ wurden – in den Worten des Historikers Martin Pekár (2007) – „die Liebe zur Nation und der Glaube an Gott die höchsten Werte der Slowakei, zum existenziellen Sinn sowie moralischen Imperativ, aber auch zum Rechtfertigungsmittel für alle bekannten Versagen des zeitgenössischen Regimes“.
Der „christliche Totalitarismus“ wurde als Staatsideologie vom Regime erfolgreich auf alle gesellschaftlichen Bereiche des Slowakischen Staates (Kultur, Schulwesen, Wissenschaft) ausgedehnt. Eine Schlüsselrolle kam dabei dem Propagandaamt zu, das die slowakische Presse, den Rundfunk, die Filmindustrie, die Kunst und die Aufklärung ideologisch zu überwachen hatte. Der Druck auf die Kultur erfolgte vor allem auf administrativer Ebene und war in der Praxis weniger ausgeprägt. Dennoch führte er insgesamt zu einer Reduktion bereits bestehender Periodika, die aufgrund ihrer von der Parteilinie abweichenden Positionen aufgelöst wurden. Eine Zunahme erfolgte nur im Bereich der kirchlichen Publikationen, da der Katholizismus Teil der Staatsideologie geworden war. Dies trug dazu bei, dass die katholische Kirche der Slowakei zu einer erheblichen Unterstützerin des Ludaken-Regimes wurde.

#### Teilung des radikalen Lagers

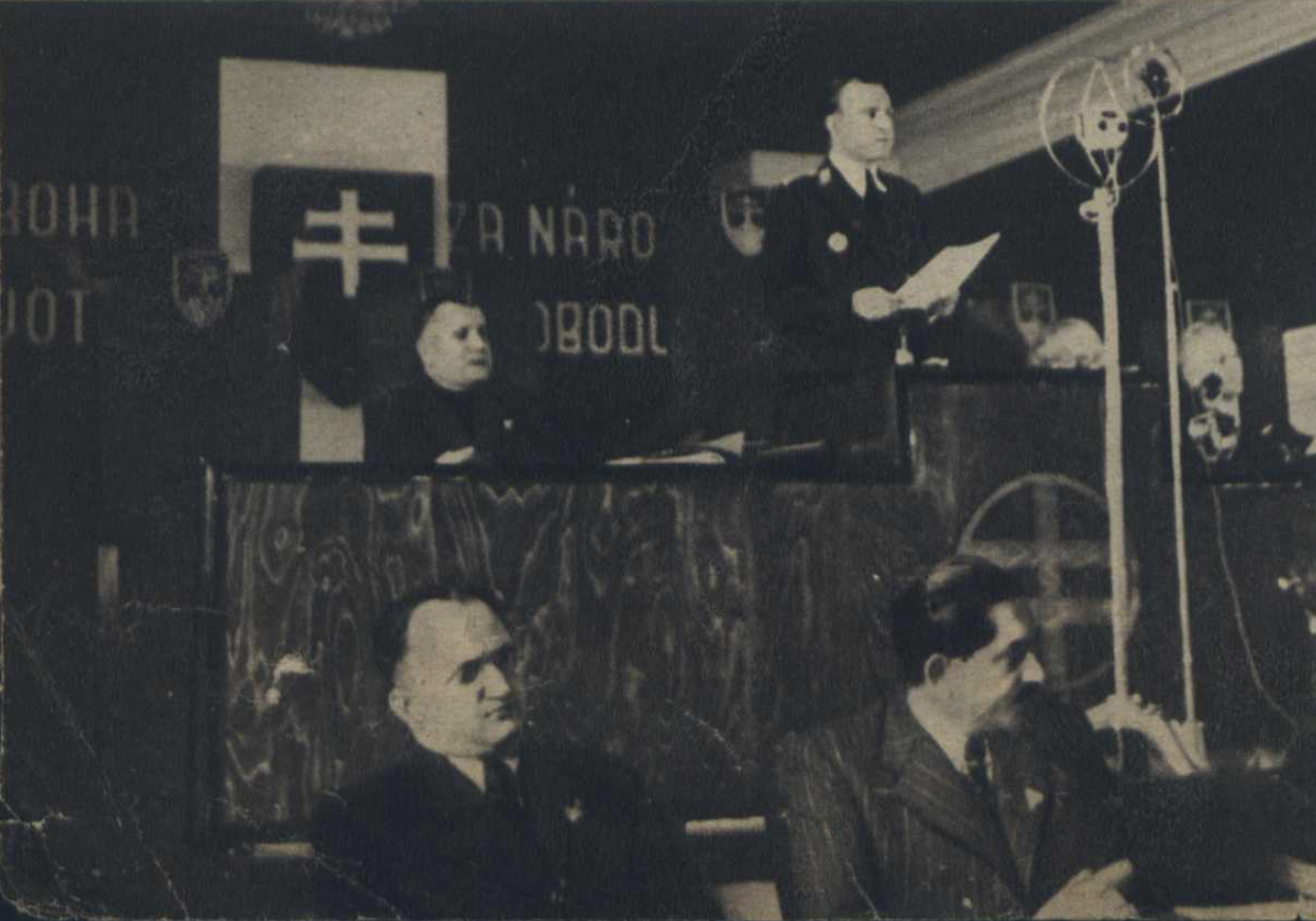
Ludaken-Parteitag in Trenčín 1939: Unten rechts im Bild Ferdinand Ďurčanský, am Rednerpult Jozef Kirschbaum, dahinter sitzend Jozef Tiso

Inzwischen war es in der Hlinka-Garde zu einer Teilung des radikalen Lagers gekommen. Der Nástup-Kreis um Ferdinand Ďurčanský war aus seiner nationalistischen Haltung heraus immer weniger dazu bereit, sich bei der slowakischen Staatlichkeit mit NS-Deutschland auf Kompromisse einzulassen. Er schlug sich auf die Seite der Klerikalen Tisos. Dagegen propagierten die Hlinka-Gardisten um Tuka, Mach und Murgaš die enge Bindung an das Deutsche Reich und verpflichteten sich zusehends der Terminologie der Nationalsozialisten.
Jozef Tiso, der die Nástupisten offen präferierte, fungierte als Bindeglied zwischen Klerikalen und Nástup-Radikalen. Auf dem Parteitag der Ludaken in Trenčín Anfang Oktober 1939 konnte er den Parteivorstand mehrheitlich mit klerikalen Gefolgsleuten besetzen. Gleichzeitig zementierte Tiso sein Bündnis mit dem Nástup-Kreis, indem er den Nástupisten Jozef Kirschbaum zum Generalsekretär der Hlinka-Partei ernannte. Als Ende Oktober 1939 durch die Wahl Tisos zum Staatspräsidenten eine Kabinettsumbildung notwendig wurde, gingen das Innen- wie das Außenministerium an Ďurčanský, statt an die Gefolgsleute Tukas. Dadurch war Ďurčanský zum mächtigsten Mann im Kabinett geworden.
In dieser ersten Phase des Slowakischen Staates waren die Nástupisten die treibende Kraft des Regimes. Da der aus ihrem Kreis stammende Štefan Polakovič zum „Hofphilosophen“ und Cheftheoretiker der Ludaken aufstieg, waren sie außerdem die genuinsten Repräsentanten der offiziellen Staatsideologie. Der Nástup-Kreis war keine Massenbewegung und hegte auch keine Absichten in diese Richtung, sondern verstand sich als elitäre Gruppe nationalistischer slowakischer Studenten und Hochschulabsolventen. Innerhalb der neuentstandenen Hlinka-Garde organisierte sie eine eigene autonome Vereinigung, die „Akademische Hlinka-Garde“ (AHG). Ďurčanskýs Gefolgsleute aus der „Jungen Generation“, wie sich die Nástupisten auch nannten, waren gut ausgebildet und arbeitswillig, und stellten innerhalb des Ludaken-Regimes nun das kompetenteste und verlässlichste Personal. Sie übernahmen den Großteil der Presse sowie der Posten in der Staatsverwaltung, welche auch die prodeutschen Radikalen der Hlinka-Garde für sich reklamierten.
Ende Dezember 1939 musste der Tuka-Flügel eine weitere empfindliche Minderung seines Einflusses hinnehmen: Die Regierung revidierte das Statut der Hlinka-Garde, jener Organisation, in deren Reihen Tukas Anhänger ihren sozialrevolutionären Forderungen Ausdruck verliehen. Das neue Statut hob die Zwangsmitgliedschaft für männliche Slowaken auf und beschränkte die Garde auf Hilfsfunktionen für Armee und Polizei. Eine Kontrollfunktion im politischen Bereich entfiel völlig. Damit hatte das Tuka-Lager Ende 1939 wichtige Positionen in Partei, Staat und Garde entweder erst gar nicht erringen können oder bereits wieder verloren. Schließlich verlor im Mai 1940 Alexander Mach seinen Posten als Oberkommandierender der Hlinka-Garde und den des Leiters des Propagandaamtes ebenfalls an Nástupisten.

#### Salzburger Diktat und „slowakischer Nationalsozialismus“
Einen grundlegenden Meilenstein in der Entwicklung des slowakischen Regimes stellte der Eingriff des Deutschen Reiches in die inneren Angelegenheiten der Slowakei am 28. Juli 1940 in Salzburg dar. Beim sogenannten Salzburger Diktat forderte die deutsche Führung von den einbestellten slowakischen Politikern ultimativ die Umbildung der slowakischen Regierung. Ziel der deutschen Intervention war, die slowakisch-nationalistischen Kräfte um Ďurčanský und den Nástup-Kreis auszuschalten, die klerikale Gruppe um Tiso zurückzudrängen und den in der Bevölkerung und der Hlinka-Partei nur geringen Rückhalt besitzenden prodeutschen Radikalen um Tuka und Mach zum Durchbruch zu verhelfen. Ďurčanský, Kirschbaum und einige weitere mussten gehen. Vojtech Tuka übernahm als Ministerpräsident nun auch das Außenministerium, während Alexander Mach zusätzlich zum wiedererlangten Posten des Oberkommandierenden der Hlinka-Garde auch das Innenministerium erhielt. Das Propagandaamt ging an den prodeutschen Karol Murgaš. Gleichzeitig wurde Manfred von Killinger als neuer deutsche Gesandter in Bratislava eingesetzt und von einem Stab von deutschen Fachleuten begleitet, die in Ministerien und anderen Institutionen des Slowakischen Staates als Berater „im Reichsinteresse“ wirken sollten.
Unmittelbar nach Salzburg verkündete Tuka am 30. Juli 1940 bei einer Rede in Bratislava zum neuen Kurs des Regimes: „Salzburg bedeutet für uns Slowaken einen neuen glücklichen Zeitabschnitt, weil wir mit ihm in die Ära eintreten, in welcher in der Slowakei nach deutschem Vorbild der slowakische Nationalsozialismus zu herrschen beginnt.“ In einer weiteren Rede in Nitra am 24. August 1940 fasste er seine Gedanken zu einer Politik des slowakischen Nationalsozialismus zusammen. Darin erklärte Tuka die Notwendigkeit einer Verfassungsänderung und appellierte an eine „radikale Lösung der Judenfrage“. Hlinkas Slowakische Volkspartei werde nun geführt „im Geiste Hlinkas, aber mit den Methoden Hitlers“. Und zum Verhältnis des Nationalsozialismus zur Religion bzw. Kirche erklärte Tuka, dass „Deutschland Christus' Programm realisiert, aber nicht unter seiner Flagge“. Außerdem lehnten die Radikalen über Karol Murgaš auch eine ständische Organisation der Gesellschaft ab.

## Theoretische Konzeptionen – Abgrenzung und Vermischung
Das nach dem Salzburger Diktat vom radikalen Flügel der Hlinka-Partei geprägte Motto der „Ära des Slowakischen Nationalsozialismus“ war ein im slowakischen Milieu unklarer Begriff, ohne jegliche Tradition. Ihm musste nicht nur ein notwendiges Programm, sondern auch ein ideeller Rahmen gegeben werden. Sein inhaltliches Vakuum ließ eine Menge verschiedener Interpretationen zu. Daher wurde der Begriff zu einem geeigneten Argumentationsmittel beider Fraktionen der Hlinka-Partei im Kampf um die weitere Ausrichtung des Regimes.

### Tisos „völkische Slowakei“

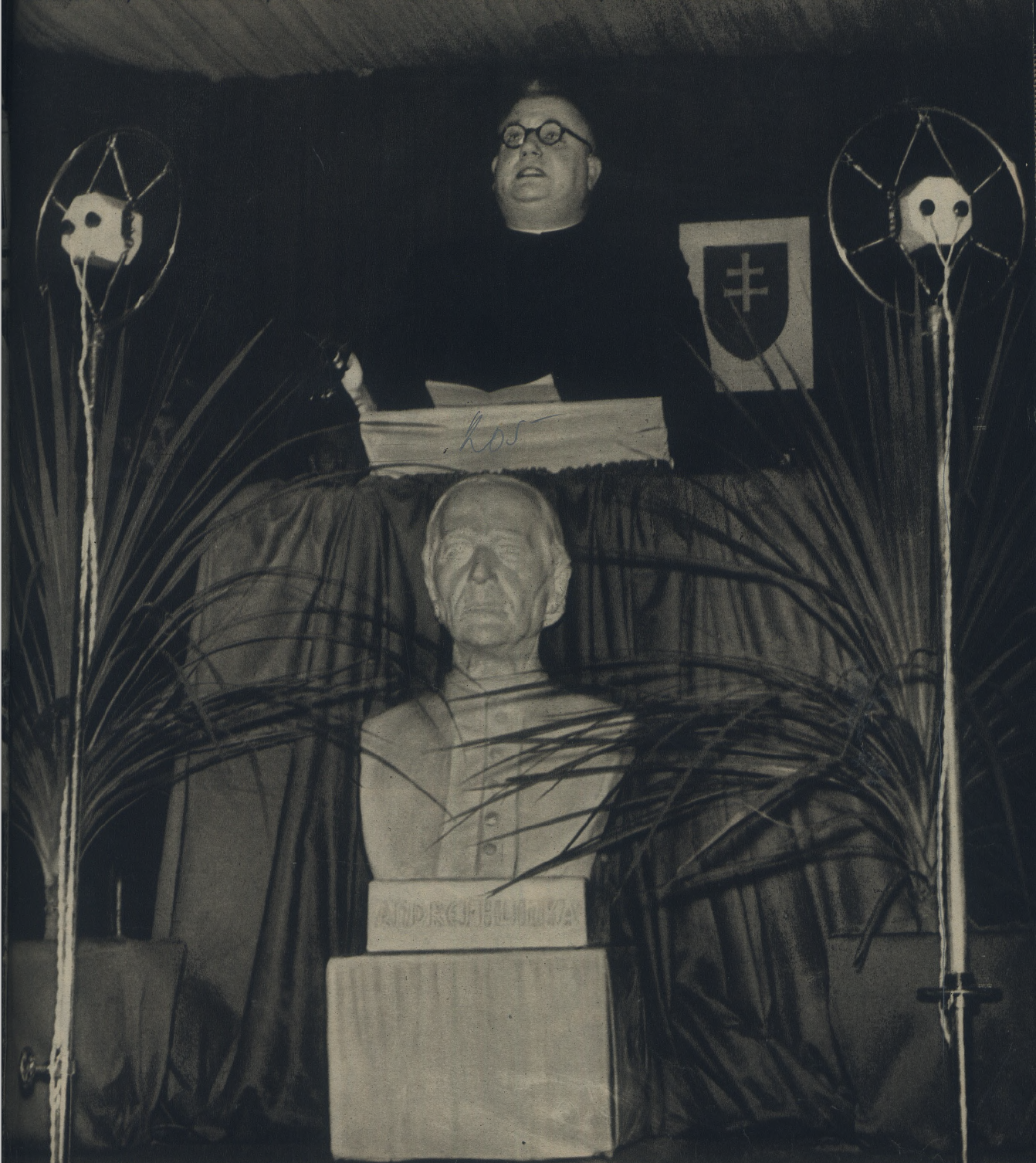
Jozef Tiso bei einer Rede (1941)

Tiso reagierte schnell mit einer programmatischen Rede auf die Aufbruchstimmung der Radikalen. In der Zwischenzeit von Tukas Erklärungen in Bratislava und Nitra, trat Tiso am 6. August 1940 vor dem erweiterten Parteivorstand auf und bekannte sich zum gedanklichen Erbe Andrej Hlinkas, zur traditionellen Politik der Ludaken und dem christlichen Solidarismus. Mit sozialer Demagogie äußerte er sich auch zur „Judenfrage“, wobei er sich auf eine Arisierungspolitik beschränkte. Tukas Initiative des „slowakischen Nationalsozialismus“ stellte Tiso ein eigenes Konzept entgegen, in dem er eine „völkische Slowakei“ an der Seite des nationalsozialistischen Deutschland und faschistischen Italien im „neuen Europa“ sah. Dabei fügte Tiso hinzu: „[...] die Eingliederung in die Sphäre der Machtinteressen des nationalsozialistischen Deutschland erfordert von uns keine Abkehr von unserer traditionellen politischen Linie, weder das Programm betreffend, noch was die Organisationsform betrifft.“
Mit der Schaffung des Begriffs „völkische Slowakei“ (slowakisch: ľudové Slovensko) wurde sich Tisos Parteiflügel der Notwendigkeit einer offiziellen Ideologie bewusst, deren Stellung jener des Nationalsozialismus, italienischen Faschismus und anderer Ideologien dieser Zeit gleichen würde. Der Pflichttribut Tisos gegenüber dem Radikalismus und den Nationalsozialisten wurde durch die Beteuerung, die „völkische Slowakei“ werde auf nationalsozialistischen Grundsätzen aufgebaut, erfüllt. Da der Nationalsozialismus spezifisch deutsch sei, sei er keine Exportware, sondern nur ein Vorbild, von dem man lernen müsse. Am 15. Januar 1941 hielt Tiso vor dem Vorstand der Hlinka-Partei erneut eine Rede, aus der unmissverständlich hervorging, dass er die Radikalen für eine Bedrohung der nationalen Einheit halte. In versteckter Polemik mit Tuka erörterte Tiso in vielen Reden die Konzeption der „völkischen Slowakei“; seine Gedanken wurden in Broschüren, Büchern und Zeitschriften propagiert.

#### Katholizismus und Nationalismus
An erster Stelle der Werteskala der „völkischen Slowakei“ stand die Religion, an der zweiten das Volk. Die religiös-katholische Komponente der Ideologie beinhaltete eine konservative Weltanschauung unter Berücksichtigung des Neuthomismus und christlichen Solidarismus. Der katholische Glaube wurde als der Kern des Slowakentums betrachtet, der historischen Verdienst am Überleben der Slowaken als eigenständigem Volk hatte. Tiso erklärte, sowohl Nationalismus als auch Katholizismus seien Schöpfungen Gottes, und daher untrennbar miteinander verbunden. Dabei trachteten die Ludaken-Theoretiker neben einer Rechtfertigung der eigenen Herrschaft auch das nationale Selbstbewusstsein der Slowaken zu steigern, die als „Volk ohne politische Geschichte“ galten. Um die Altertümlichkeit der Slowaken nachzuweisen, wurde in ihrer Geschichtsschreibung die gesamte slawische Bevölkerung des Frühmittelalters auf dem Gebiet Ungarns, der Slowakei und Mährens als „slowakisch“ definiert, und das frühmittelalterliche Mährerreich in „Slowakisches Reich“ umbenannt.

#### Autoritarismus und Antisemitismus
Die Diktatur als gezielt antidemokratisches System wurde von den Regime-Ideologen als logische, mit „dem Geist der Zeit“ und mit dem nationalen Charakter korrespondierende Erscheinung interpretiert. Die Aufgabe der Partei und des Führers bestehe darin, das Wohl des Volkes zu sichern; in einem Staat, in dem Parteienrivalitäten beseitigt worden sind und ein Wille herrscht, könne es keinen Widerspruch zwischen Volk und Staat geben. Die nach „tausend Jahren“ erneuerte slowakische Staatlichkeit stelle einen Wert dar, der von jedem Staatsangehörigen verteidigt werden müsse. Als Volks- und Staatsfeinde galten alle „fremden Ideen“, vor allem der Kommunismus, Liberalismus, Atheismus, das Freimaurertum sowie die Juden als Synthese mehrerer Übel; Feinde seien auch alle getarnten Gegner und Unterdrücker aus der Vergangenheit und Gegenwart, vor allem Tschechen und Ungarn; die „Tschechoslowaken“ seien unverbesserliche Widersacher des slowakischen Staates. Bei vollkommener Einigkeit und musterhaftem Verhalten dem Deutschen Reich gegenüber sei die Zukunft des Staates und Volkes im Neuen Europa gesichert.

#### Sozial- und Wirtschaftspolitik
In soziologischen und ökonomischen Fragen propagierten die Ludaken einen sozialen Frieden, der in Anknüpfung an die christliche Ordnung des Mittelalters durch ein korporatives System erreicht werden sollte, bei dem Jedermanns Platz in der Gesellschaft durch seinen Beruf bestimmt war. Klassenunterschiede sollten im Rahmen der Stände überwunden werden, was in der praktischen Politik auch zur Liquidierung der christlichen Gewerkschaften führte, die in die Stände übergingen. Das individuelle Recht auf Privateigentum wurde von der Partei ausdrücklich unterstützt. Gleichzeitig war den Ludaken ein „extremer Kapitalismus“ verhasst, dem sie eine Tendenz zur Schaffung einer ungerechten Sozialordnung vorwarfen. Es wurden zahlreiche Sozialgesetze zum Schutz der Arbeitnehmer geschaffen, der sog. Familienlohn, Urlaubsverbesserungen, Sozialversicherungen, die Unterstützung der sozialen Wohnungsbaupolitik u. a. eingeführt. Marxistischer Sozialismus und andere materialistische Ideologien wurden von den Ludaken vollkommen abgelehnt, weil diese aus ihrer Sicht die menschliche Spiritualität nicht berücksichtigten. Slowakische Kapitalisten sollten ihr Vermögen zum öffentlichen Gemeinwohl einsetzen und daher von den slowakischen Arbeitern nicht als Feinde betrachtet werden. Allein die Juden repräsentierten den Ludaken zufolge aufgrund ihrer Ablehnung des Katholizismus einen bösartigen Kapitalismus.

#### Rezeption im Deutschen Reich
Die politische Konkurrenz zwischen dem Tiso- und dem Tuka-Lager wurde von Deutschland sehr aufmerksam verfolgt und auch aktiv mitbeeinflusst. Man sah darin nicht nur einen Machtkampf, sondern auch das Aufeinandertreffen von zwei ideologischen Konzepten. Die deutsche Führung unterstützte politisch, propagandistisch und materiell die radikale nationalsozialistische Linie Tukas. Tisos „Völkische Slowakei“ wurde dabei grundsätzlich nicht als Problem oder Gefahr angesehen, jedoch als eindeutig im Gegensatz zum Nationalsozialismus stehend.

### Tukas „14-Punkte-Programm“

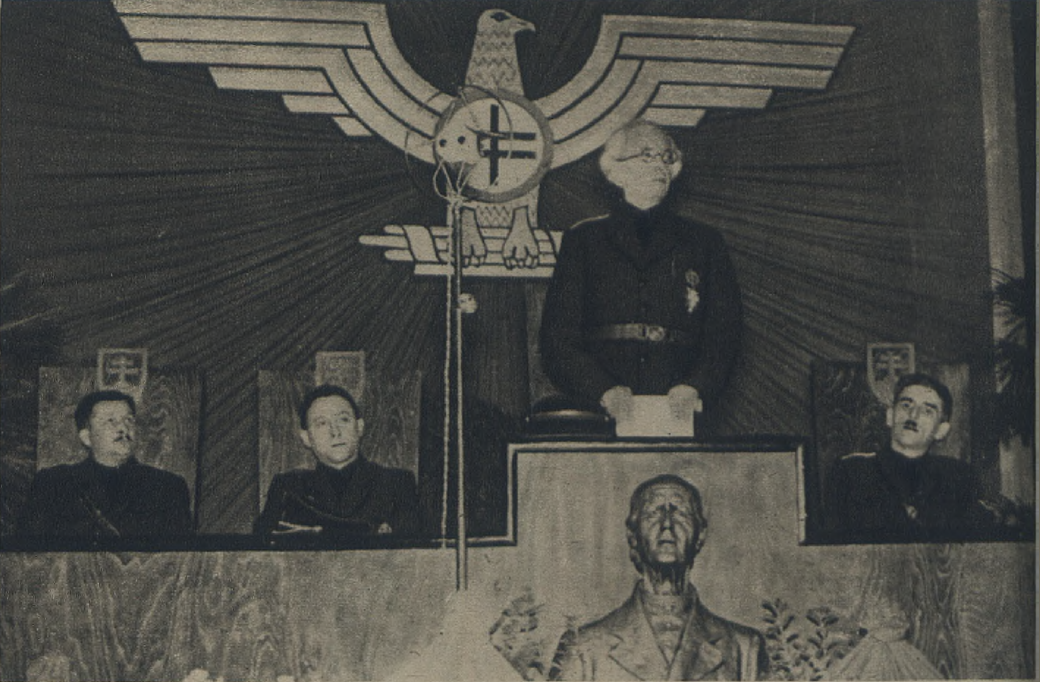
Vojtech Tuka bei der Vorstellung seines „14-Punkte-Programms“ vor Kommandanten der Hlinka-Garde in Trenčianske Teplice (1941)

Tuka wiederum arbeitete noch während des Machtkampfes ein 14-Punkte-Programm aus, dass auf die Schaffung eines eigenen Programms der Radikalen zielte. Dieses verkündete er am 21. Januar 1941 auf einem Führungskurs der Hlinka-Garde in Trenčianske Teplice. Gleich im Punkt 1 zitierte er Hitler bezüglich der Aufgabe des Einzelnen: „Leistung und Können ist alles“. Im Punkt 4 lehnte er das Parlament als Organ ab, das mit dem „Grundsatz der persönlichen Verantwortung, auf dem das nationalsozialistische System aufgebaut ist“, nicht übereinstimme. Die gesetzgebende Gewalt müsse der Regierung obliegen. Die Mehrheit der Programmpunkte enthielt soziale Forderungen, z. B. den Schutz der Familie; Punkt 14 forderte knapp, „endgültig die Judenfrage zu lösen“. Im Hinblick auf das politische System übte Tuka beachtlichen Druck auf die Exekutive aus mit dem Ziel, die von Tiso kontrollierten Machtzentren – den Landtag und hauptsächlich die Hlinka-Partei – zu eliminieren.

### Versuche kompakterer Auslegungen
Tiso bemühte sich auch um eine Demontage des Verständnisses vom Slowakischen Nationalsozialismus, wie ihn die Radikalen vertraten. Der Parteiideologe Štefan Polakovič wurde beauftragt, an einer Umverpackung des Begriffes in Tisos „Völkische Slowakei“ zu arbeiten.  Polakovič' Buch Slovenský národný socializmus. Ideové poznámky. („Slowakischer Nationalsozialismus. Ideelle Anmerkungen.“) wurde ein Jahr nach Salzburg 1941 vom Generalsekretariat der Hlinka-Partei herausgegeben, und stellte die erste Ausarbeitung einer systematischen Lehre des Slowakischen Nationalsozialismus dar. Im innerparteilichen Konflikt stand er eindeutig auf der Seite Tisos und präsentierte sich als überzeugten Gegner der Nazifizierungstendenzen. Das Abrücken vom „christlichen Totalitarismus“ hin zum „slowakischen Nationalsozialismus“ begründete Polakovič mit dem analogischen Argument, dieser sei „auf der ideellen Seite nur ein neuer Ausdruck […] des alten völkisch-nationalen Programmes der Partei“. Tatsächlich betrachtete er das neue Werk als eine direkte Fortsetzung und Vertiefung seiner zum „Christlichen Totalitarismus“ formulierten ständestaatlichen Ideen. Weitere politisch-theoretische Schriften in diesem Sinne stellten die ebenfalls 1941 veröffentlichten Werke Z Tisovho boja („Aus Tisos Kampf“) und Tisova náuka („Tisos Lehre“) dar.
In der Atmosphäre des innerparteilichen Machtkampfes, der im Jahr 1941 seinen Höhepunkt erreichte, ließ die Reaktion auf Polakovič' „Slowakischen Nationalsozialismus“ nicht lange auf sich warten. Zwar ging Polakovič' Werk in einigen Passagen zwar verhältnismäßig deutlich über die Vorstellungen von Tisos konservativem Flügel hinaus, doch hielten es einige trotzdem für zu wenig radikal. Daher gaben Mitarbeiter der Hlinka-Garde unter der Leitung des Literaturkritikers und Vorsitzenden der Matica slovenská, Stanislav Mečiar, schon 1942 eine ideologische Broschüre mit fast identischem Titel heraus: Slovenský národný socializmus. Výklady základných zásad („Slowakischer Nationalsozialismus. Auslegungen grundlegender Prinzipien“). Die Grundlage von Mečiars Entwurf bildeten dabei die 14 Punkte des Slowakischen Nationalsozialismus, die von Ministerpräsident Vojtech Tuka am 21. Januar 1941 auf einer Versammlung der Hlinka-Garde in Trenčianské Teplice vorgestellt wurden.
Obwohl beide Konzepte des Slowakischen Nationalsozialismus die Politik der Hlinka-Partei nicht direkt beeinflussten, so veranschaulichen sie laut Anton Hruboň (2014) doch die Überzeugungen und programmatischen Erklärungen des konservativen und des radikalen Parteiflügels. Hruboň zufolge zeigen sie gemeinsame wie auch polarisierende Vorstellungen der einzelnen Ludaken-Politiker auf, die in keinem Fall voll in die Praxis übertragen wurden. Ebenso deuten die Konzeptionen auf Inspirationsquellen der Hlinka-Partei bei Fragen des Regimecharakters, der Reform der Staatsverwaltung und weiteren schwerwiegenden Maßnahmen.

### Konzeption von Štefan Polakovič
Die größte Aufmerksamkeit widmete Polakovič in seinem Werk der Frage der Differenzierung zwischen dem slowakischen und dem deutschen Nationalsozialismus. Obwohl die Slowakei offiziell eine nationalsozialistische Orientierung ihrer Politik annahm, sollte ihr grundlegendes Prinzip weiterhin das Christentum bleiben im Sinne der These „neue Bezeichnung – altes Programm“. In Polakovič' Verständnis war das Christentum mit dem Slowakischen Nationalsozialismus vereinbar, da dieser angeblich aus der nationalen Tradition und der christlichen Lehre entsprang. Vom deutschen Vorbild akzeptierte er nur das wirtschaftliche und das soziale Programm, ein unkritisches Kopieren von Bestandteilen eines fremden Programmes und fremder Ideologie ohne Rücksicht auf die heimischen Verhältnisse lehnte er im Allgemeinen ab.

#### Staatsorganisation
Auf politischer Ebene betrachtete Polakovič als absolute Unerlässlichkeit die Transformation der präsidiellen Funktion zu der eines Führers (slowakisch vodca). Der vodca sollte in der Slowakei kein Diktator nach deutschem Vorbild sein, sondern ein „Abgeordneter der Nation“, ein Mensch mit den höchsten Rechten und Pflichten in der Gesellschaft. Zudem schlug Polakovič fünf verfassungsrechtliche Änderungen vor, die den Staat den politischen Systemen NS-Deutschlands und des faschistischen Italien annähern sollten:
1. Abschaffung der Republik und ihre Ersetzung durch einen slowakischen Führerstaat,
2. Übertragung der exekutiven Macht in die Hände des Führers (vodca),
3. gesetzesmäßige Verankerung der vollen Verantwortung des Führers für die Ausführung seiner Funktion,
4. Abschaffung des slowakischen Parlaments und seine Ersetzung durch eine Höchste Kammer ohne gesetzgebende Kompetenzen, die nur ein beratendes Organ der Regierung sein sollte,
5. Anpassung der Bezeichnungen öffentlicher Funktionen in der Hlinka-Partei und der Hlinka-Garde und die Verschmelzung von staatlichem und parteilichem Apparat zu einer Einheit.[62]

#### Gesellschafts- und Geschichtsbild

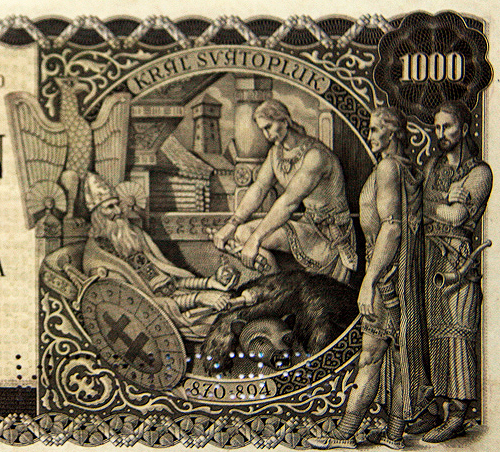
Abbildung Svatopluks und seiner drei Söhne auf der 1000-Kronen-Banknote des Slowakischen Staates

Bei den wertemäßigen Prioritäten der Slowaken sollte das Prinzip des Allgemeinwohls vor dem Wohl des Einzelnen dominieren, wie auch das Prinzip der Tradition, d. h. die Erneuerung alter Bräuche und die Pflege traditioneller Kultur. Polakovič stellte sich einen neuen Slowaken vor, der Sinn für kollektive Ehre, Pflicht und Verantwortung hätte, der nach christlichen Grundsätzen leben würde und eine strenge Disziplin einhielte. Die Kultur sollte nicht mehr ihre eigenen Themen finden und die Gegenwart auf ihre Weise kommentieren, sondern sich darauf ausrichten, die Kategorie des Nationalen mit ihren wichtigsten Attributen „slowakisch“ und „christlich“ den Menschen einzupflanzen, so dass diese wiederum aus innerer Überzeugung handeln würden. Wenig Raum widmete Polakovič wirtschaftlichen Fragen, bei denen sein Slowakischer Nationalsozialismus von zwei Vorstellungen ausging: einerseits der Notwendigkeit staatlicher Regulation der Wirtschaft und andererseits eines konsequenten Arisierungsprozesses, durch welchen eine nahezu ausschließlich aus Slowaken bestehende Mittelschichte entstehen sollte.
In seinen historisierenden Abhandlungen widmete er sich einer weiteren Ausarbeitung der These über die sogenannte „Svatoplukskrone“. Dabei ging Polakovič von der Prämisse des von der damaligen politischen Garnitur unterstützten Historikers František Hrušovský aus, die den mährischen Herrscher Svatopluk I. für einen slowakischen König und das Mährerreich für den ersten slowakischen Staat in der Geschichte hielt. Die „Svatoplukstradition“ gewährte Polakovič ein geeignete argumentative Grundlage für die Theorie einer nach tausend Jahren erneuerten slowakischen Staatlichkeit und ewigwährenden problemlosen Beziehungen zwischen der Slowakei und Deutschland bzw. dessen historischen Vorläufern. Die These der „Svatopluk-Krone“ wurde von Polakovič auch als Gegenstück zur ungarischen Stephanskrone und böhmischen Wenzelskrone gestellt: „Daher verwandeln wir uns alle in fanatische Gläubige der Idee der Svatoplukskrone.“

### Konzeption von Stanislav Mečiar

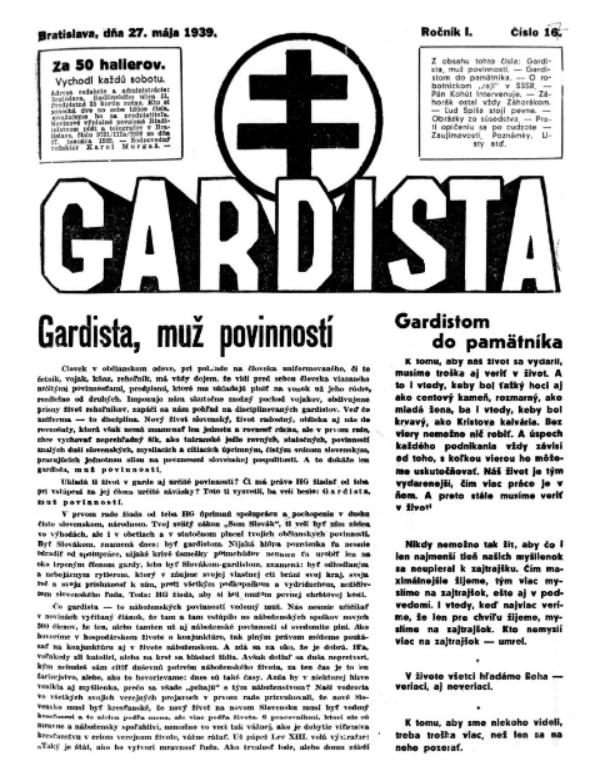
Gardista („Der Gardist“), Sprachrohr des Slowakischen Nationalsozialismus der Radikalen

Obwohl sich im Wettstreit beider Vorstellungen um die zukünftige Ausrichtung des Slowakischen Staates schrittweise immer mehr der konservative Parteiflügel durchsetzte und die Apathie innerhalb der Hlinka-Garde zunahm, geriet auch Tukas 14-Punkte-Programm nicht in völlige Vergessenheit. Seine Anhänger veröffentlichten 1942 unter der Redaktion Stanislav Mečiars eine eigene Konzeption, bei der sie jeden von Tukas 14 Punkten ausarbeiteten. In dieser erweiterten Form trat in vollem Maße der Radikalismus bei der konsequenten Kopierung des deutschen nationalsozialistischen Vorbildes und der Absicht von dessen sofortiger Implementierung in der slowakischen Gesellschaft auf. Sprachrohr für Mečiars Konzeption wurde die Zeitschrift der Hlinka-Garde Gardista („Der Gardist“). Das ursprüngliche Wochenblatt war von Innenminister und Gardistenführer Alexander Mach zu einer Tageszeitung umgestaltet worden und sollte ihm als propagandistisches Medium für den Nationalsozialismus dienen.

#### Geschichtliche Argumentation
Mit der Absicht das ausschließliche Siedlungsrecht der Slowaken auf dem Territorium des Slowakischen Staates nachzuweisen, nutzte Mečiars Konzeption die zu dieser Zeit schon längst widerlegte Theorie über eine vorzeitliche Besiedlung des Gebietes zwischen Donau und Tatra durch die Slowaken, beziehungsweise ihren slawischen Vorfahren. Einen gewissen Raum nahmen in Mečiars Schrift auch wirtschaftliche und soziale Fragen ein. Wie auch Polakovič' Werk gelang es ihm jedoch nicht diese fundierter herauszuarbeiten. Viele Punkte wurden nur oberflächlich behandelt.

#### Biologischer Antisemitismus

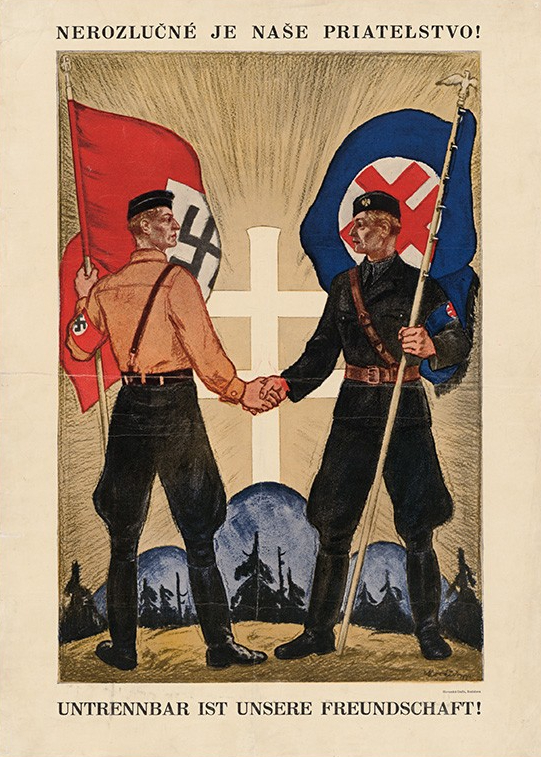
Propagandaplakat der Ludaken, das einen Hlinka-Gardisten und einen Angehörigen der Deutschen Partei zeigt mit der Aufschrift: Nerozlučné je nase priateľstvo! / Untrennbar ist unsere Freundschaft!

Zu den deutlichsten Differenzen zwischen Polakovič' und Mečiars Programm des Slowakischen Nationalsozialismus kam es bei der ideologischen Beleuchtung des jüdischen „Problems“. Während Polakovič dieser Frage nur einige Zeilen widmete, war die Interpretation Mečiars weitaus umfangreicher und radikaler. Einerseits paraphrasierte sie die bis zu diesem Zeitpunkt vom Regime verabschiedeten antisemitischen Gesetze, andererseits wurde auch hier das nationalsozialistische Programm gegenüber den Juden klar: „Denn soviel auch immer auf diesem Feld getan wurde, solange nicht auch der letzte Jude die Slowakei verlässt, kann nicht gesagt werden, dass die Judenfrage gelöst ist.“
In ihrer Terminologie akzeptierte Mečiars Konzeption völlig biologische und geographische Begriffe aus dem Wortschatz der nationalsozialistischen Propaganda wie „Blut“ (krv) und „Rasse“ (rasa). Diese seien laut Mečiar „zwei grundlegende Werte, die wir von Generation zu Generation von unseren Vorfahren erben und die auch das Wesen der Volksseele, ja sogar das Volk selbst bestimmen“. Als weitere „hochrangige Werte“ benennt Mečiar den „Lebensraum“ (životný priestor) und „Boden“ (pôda). Die Gebietsveränderungen Ende der 1930er Jahre, in deren Folge auch die Slowakei an der Seite NS-Deutschlands hervorgegangen ist, wurden unkritisch als Sieg des „Blut- und Rasseprinzips“ geschildert.

### Sieg des Tiso-Lagers
Im Zusammenhang mit Diskussionen über die Einführung des Führerprinzips, wurden die Kompetenzen des Präsidenten Tiso erheblich erweitert. Per Verfassungsgesetz vom 7. Oktober 1941 war er berechtigt, die Abgeordneten im Parlament einzusetzen und abzuberufen. So fiel die Zahl der Abgeordneten mit nur vierzig Personen auf etwa die Hälfte. Das garantierte Tiso wiederum die Mehrheit der gemäßigten Kräfte. Ohne ein deutsches Veto auszulösen, gelang es Tiso seit Frühjahr 1942 schrittweise auch die prodeutschen Radikalen in der Regierung zurückzudrängen und die Hlinka-Garde völlig zu domestizieren. Im April 1942 reorganisierte Tiso den Parteivorstand der Ludaken, in dem Tuka danach nicht mehr vertreten war. Im Oktober 1942 wurde dann das „Gesetz über Hlinkas Slowakische Volkspartei“ verabschiedet, mit welchem in der Hlinka-Partei offiziell das Führerprinzip eingeführt und Tiso zum vodca („Führer“) erklärt wurde. Damit erhielt er das Recht beinahe jeden höheren Funktionär in der Partei und ihren Organisationen zu ernennen und entschärfte endgültig die sozialrevolutionären Bestrebungen der Hlinka-Garde. Ministerpräsident Tuka zog sich 1943 aus Alters- und Krankheitsgründen zunehmend von der politischen Bühne zurück. Da auch Innenminister Mach sich keiner weiteren Oppositionstätigkeit gegen den „Führer und Präsidenten“ mehr befleißigte, war der innerslowakische Machtkampf endgültig zu Tisos Gunsten entschieden.
Durch das Gesetz über die Hlinka-Partei vom Oktober 1942 wurden auch die Polemiken um das Gesicht der Ideologie des Slowakischen Nationalsozialismus gedämpft. Die sporadischere Verwendung dieses Begriffs in öffentlichen Reden und der Presse hing aber auch mit Wende an der Front zu Ungunsten Deutschlands und dem analogischen Anwachsen von alibistischen Absicherungsversuchen sowie der Unsicherheit über die weitere Entwicklung der Verhältnisse in der Slowakei zusammen. 1943 übernahm das Pressekartell der Ludaken auch den Gardista, die Zeitung der Hlinka-Garde, womit laut dem deutschen SD in der Slowakei „die letzte Bastion des Nationalsozialismus gefallen war“.

#### Gründe für das Scheitern der Radikalen

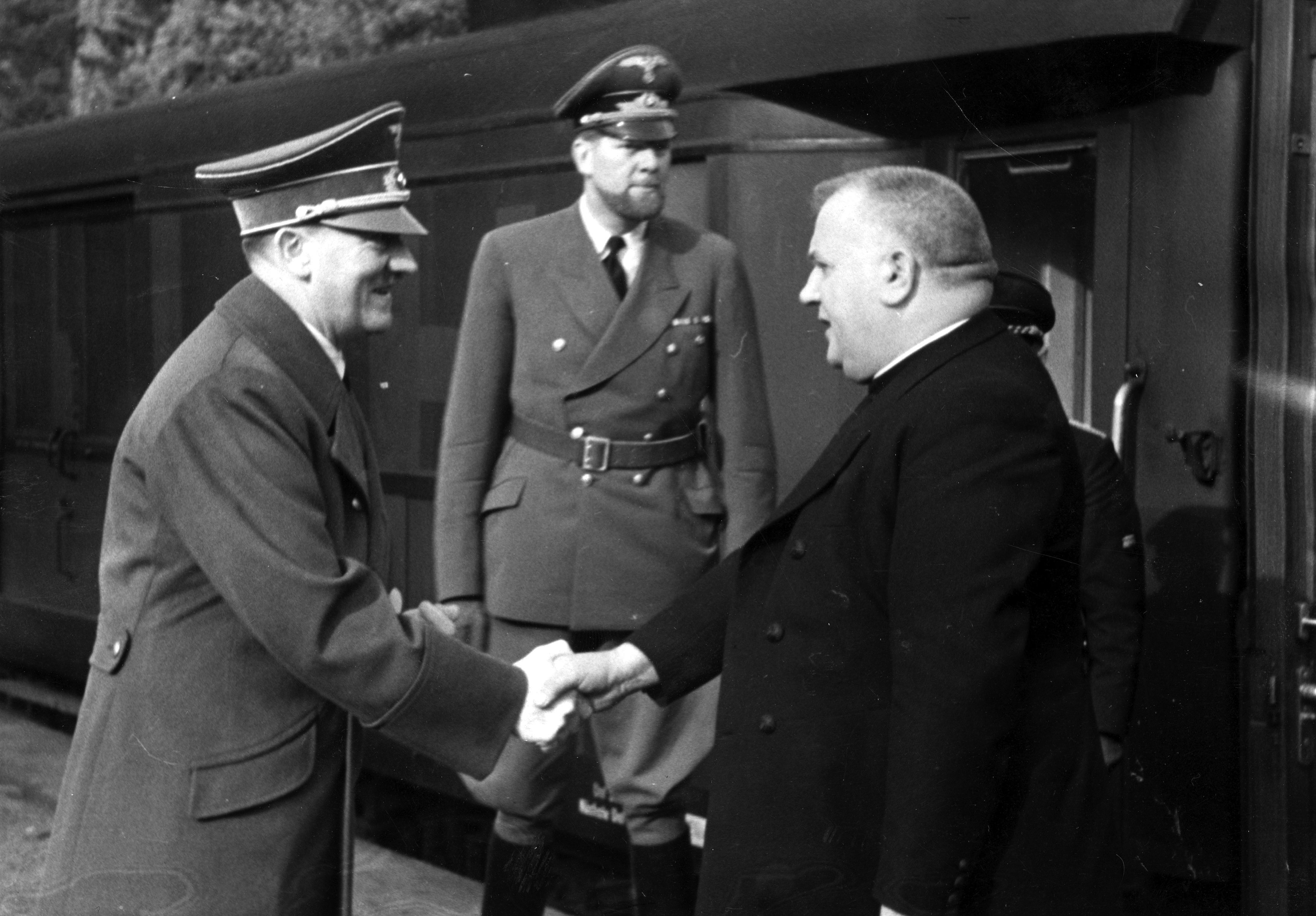
Jozef Tiso bei einem Treffen mit Hitler in Berlin (1941)

Zum Sieg des Tiso- über das Tuka-Lager konstatiert Jörg K. Hoensch (1994), dass die Verfechter eines „slowakischen Nationalsozialismus“ in dieser Auseinandersetzung nicht allein deshalb unterlagen, weil ihnen die deutsche Reichsführung im entscheidenden Augenblick aus außenpolitischen Rücksichtnahmen die nötige Hilfe versagte. Auch habe ihr Vorhaben, die Slowakei sklavisch dem deutschen Vorbild anzupassen, letztlich dem faschistischen Prinzip widersprochen: Der Nationalsozialismus sei, wie Hitler slowakischen Politikern mehrfach erläutert hatte, kein Exportartikel gewesen.
Getragen von dem richtigen Gefühl, trotz allem das Vertrauen Hitlers und Ribbentrops zu besitzen, habe Tiso es laut Hoensch verstanden, seine autoritär-katholische Einstellung mit einigen ihm genehmen Elementen des NS-Systems wie dem Führerkult, dem Primat der Partei und der totalen Erfassung der Bevölkerung so geschickt zu verknüpfen, dass er nicht nur den Proselyten des Nationalsozialismus im eigenen Land den Wind aus den Segeln zu nehmen vermochte, sondern auch der Reichsführung als zuverlässiger Sachwalter ihrer Interessen erschien. Die Hlinka-Garde und ihre Exponenten hätten dieser Konzeption angesichts ihrer nur schwachen Verankerung in der Bevölkerung allein die vage Aussicht auf eine „Revolution“ entgegenzusetzen gehabt, die während des Krieges nicht im deutschen Interesse liegen konnte.

#### Bedeutung für die weitere Ausrichtung der Slowakei
Die Dominanz des gemäßigten Flügels brachte jedoch keine Verbesserung der Situation in der Slowakei. Aufgrund der politischen Entwicklung wie auch der Kriegslage vertiefte sich so oder so die totalitäre Ausrichtung der Slowakei und ihre Abhängigkeit von NS-Deutschland, wofür sowohl das Tiso- als auch das Tuka-Lager mitverantwortlich waren. Die deutschen Berater verblieben in der Slowakei, das Land reihte sich ein in den Krieg gegen die Sowjetunion und die Deportation der jüdischen Bevölkerung wurde realisiert. Die Ludaken akzeptierten den Rassismus in ihrer Ideologie und verfolgten einen „unbestreitbar biologischen Denkansatz“. So schrieb auch Polakovič im September 1942, die slowakischen Nation sei ursprünglich „aus einer einzigen biologischen Quelle“ entstanden und habe sich dabei „nicht mit dem Blut anderer Nationen vereinigt“. Ebenso sprach nun Tiso von einer „slowakischen Rasse“, die ihm zufolge in der Psychologie und Biologie der Nation wurzeln würde.

### Die Nationalsozialisten umNáš boj

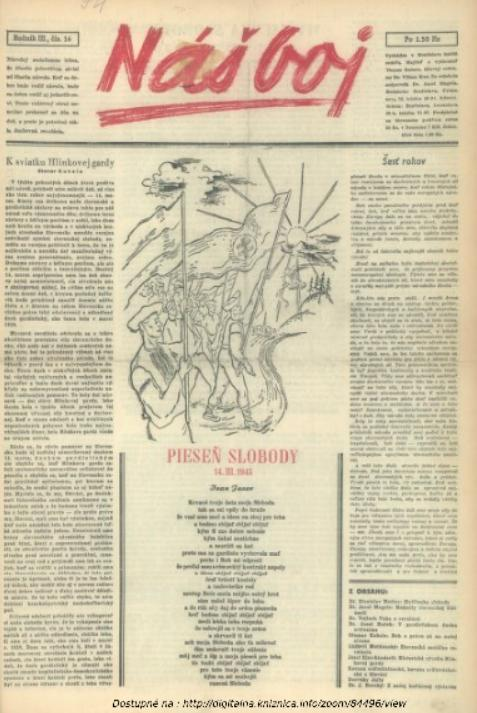
Náš boj („Unser Kampf“), Zeitung der radikalsten slowakischen Nationalsozialisten

Mit dem schrittweisen Niedergang der radikalen nationalsozialistischen Strömung innerhalb der Hlinka-Partei verfiel auch die Hlinka-Garde nach den Misserfolgen im Kampf um die Macht in eine Art Dämmerzustand, in Ratlosigkeit. Sie erholte sich vorübergehend während der Judendeportationen 1942, als sie Razzien und Durchsuchungen durchführte, Eigentum konfiszierte oder plünderte und Wachpersonal für Konzentrationslager stellte. Sie leistete auch vertrauliche nachrichtendienstliche Tätigkeit hinsichtlich der politischen Situation, die auch für die Deutschen von Nutzen war. Der „harte Kern“ der Garde gruppierte sich um die Zeitschrift Náš boj („Unser Kampf“), hinter welcher der als fanatisch pro-nationalsozialistisch geltende Otomar Kubala als wichtigste Person stand.
Geführt wurde die Gruppe vom deutschen Berater der Hlinka-Garde, SS-Obersturmbannführer Viktor Nageler.
Die Halbmonatszeitschrift „Náš boj“ erschien erstmals am 1. September 1942 mit einer Auflage von 4000 Exemplaren und hatte sich ganz der Ideologie des „Neuen Europa“ verschrieben. Nageler, dem die religiösen Bindungen in der Slowakei ein Dorn im Auge waren, sah in dem Blatt auch das geeignete Instrument, um „panslawistische, liberalistische und klerikale Vorstellungen“ zu bekämpfen und „über eine bloß staatspolitische Verbindung des slowakischen mit dem deutschen Schicksal eine tiefere, haltbare Verbindung“ herzustellen. Auch die Unterstützung des „Náš boj“-Kreises sank von 3500 Sympathisanten im Jahr 1942 auf nur noch etwa 150 Männer im Herbst 1943, diese umfassten jedoch die Elite der slowakischen nationalsozialistischen Extremisten. Der Kreis umfasste mehrere Lehrer der Universität Bratislava, Schriftsteller, Journalisten, Mediziner, Richter, hochrangige Offiziere der Hlinka-Garde und andere. Dennoch blieb der Einfluss von „Náš boj“ auf das öffentliche Leben vergleichsweise unbedeutend. Erst nach dem Ausbruch des Slowakischen Nationalaufstands wurden Otomar Kubala im Herbst 1944 die Hlinka-Garde und die slowakische politische Polizei ÚŠB unterstellt. Daraufhin assistierte die Hlinka-Garde den deutschen Besatzungstruppen bei einer Reihe von Gräueltaten, vor allem bei der Verfolgung der jüdischen Bevölkerung.

## Politische Auswirkungen

### Verschärfung des autoritären Regimes

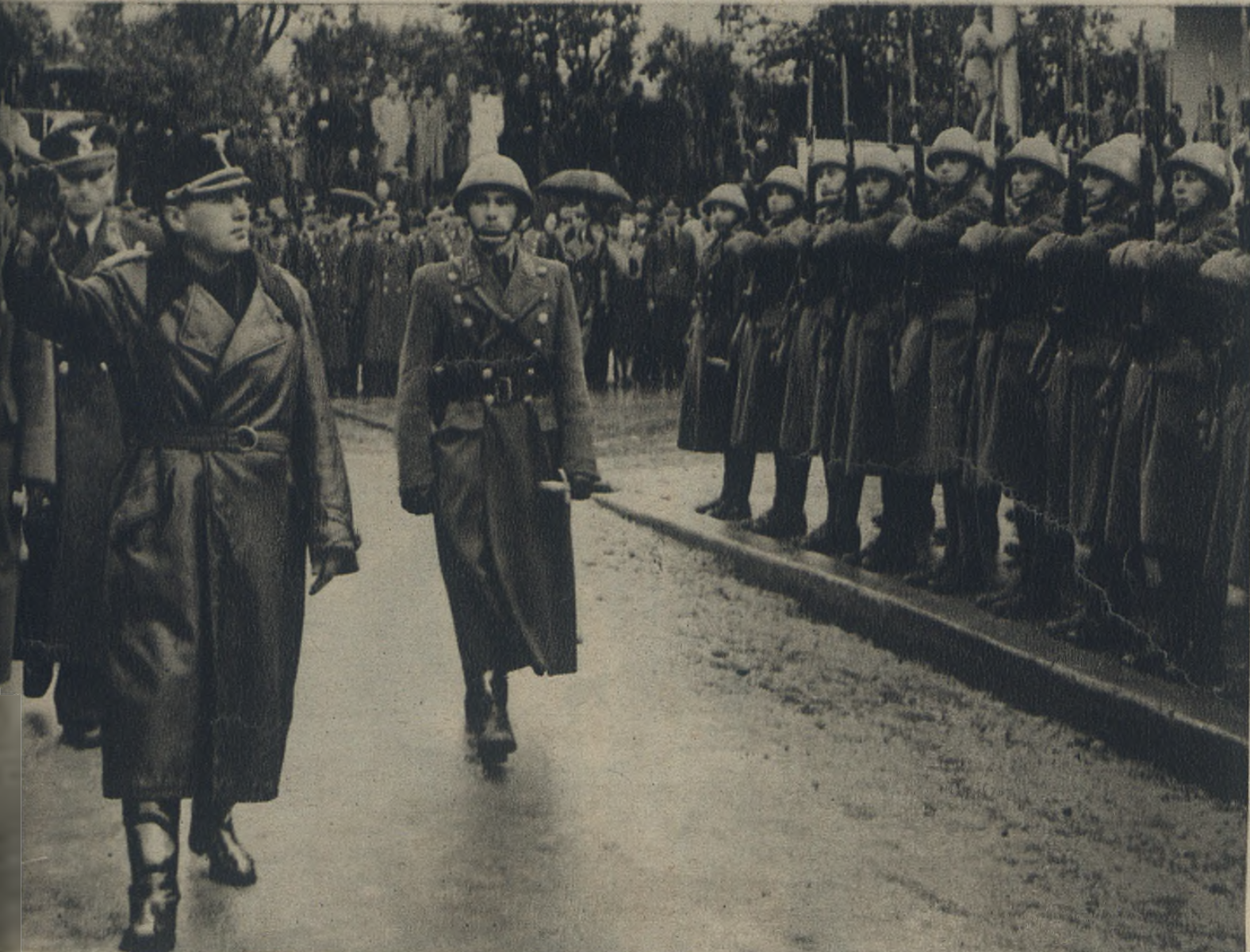
Innenminister und Gardistenführer Mach während der Eröffnung einer Ausstellung des Reichsarbeitsdienstes in Žilina (1941)

Nach dem Salzburger Diktat begann die zweite Phase der Formierung des slowakischen Regimes. Diese stand im Zeichen des rasanten und selbstbewussten Antritts der „radikal-faschistischen Kräfte“, deren Führer bei öffentlichen Manifestationen den Beginn einer nationalsozialistischen Ära in der Slowakei verkündigten. Der geschwächte konservative Parteiflügel der Ludaken habe sich laut Ivan Kamenec (2008) der neuen Situation angepasst und im innerparteilichen Machtkampf mit den Radikalen teilweise ihre Terminologie übernommen. Selbst Präsident Tiso verglich in seinem Kampf mit den Radikalen zur Beunruhigung der heimischen kirchlichen Vertreter und zur Bestürzung vatikanischer Kreise in einer öffentlichen Rede die sozialen Prinzipien des Nationalsozialismus mit den sozialen Grundlagen der päpstlichen Enzykliken. Die sich vertiefende Faschisierung des Regimes, die unter dem Deckmantel der Einführung eines Slowakischen Nationalsozialismus verlief, habe alle Bereiche des öffentlichen Lebens betroffen, wenn auch mit ungleicher Intensität und unterschiedlicher praktischer Tragweite. So geschah dies in einigen Bereichen eher auf verbaler bzw. propagandistischer Ebene, anderswo in sehr konkreter Form.
In den Jahren 1941 und 1942 wurde die politische Opposition vom Regime am schwersten verfolgt. Durch die Gefängnisse der Bezirksgerichte gingen in fünf Jahren bis 1943 insgesamt 3.595 wegen illegaler und staatsfeindlicher Tätigkeit verurteilte Gefangene, bis 1945 wurden von der politischen Polizei ÚŠB mindestens 3.100 Personen im Konzentrationslager für politische Gefangene in Ilava inhaftiert. Dennoch war die slowakische Diktatur in Bezug auf die Härte der Repression im Vergleich zu den Regimen in Ungarn, Kroatien und Rumänien gemäßigter – so wurde in der Slowakei bis August 1944 keine einzige Todesstrafe vollzogen. Die Brutalität des Regimes konzentrierte sich gegen die Juden. Das Terrorpotential entfaltete sich voll erst in der Endphase nach Ausbruch des Slowakischen Nationalaufstands.
Kamenec (2008) betont, dass es trotz des sich vertiefenden totalitären Charakters des Regimes bis auf einige wichtige Ausnahmen nicht gelungen sei, die nationalsozialistischen Prinzipien nach den Vorstellungen ihrer Repräsentanten und Propagandisten durchzusetzen. Begünstigt wurde dies einerseits durch die sich verändernde internationale Situation, die fortlaufenden militärischen Niederlagen NS-Deutschlands und die damit zusammenhängende innere Krise des Regimes, dessen Stabilität zunehmend von politischen und moralischen Rissen untergraben wurde. In administrativen, judikativen Organen sowie im Sicherheitsbereich arbeiteten Menschen, die entweder aus Gründen der eigenen späteren Absicherung oder ihrer Weltanschauung wegen die Einführung nationalsozialistischer Methoden sabotierten. Der konservative Flügel der Ludaken ging schon bald zum Gegenangriff über und besiegte die heimischen Nationalsozialisten mit ihren eigenen Waffen: der Einführung des Führerprinzips, der radikalen „Lösung der Judenfrage“, der Vertiefung der Kollaboration mit NS-Deutschland.
Auch Ladislav Lipscher (1980) zufolge seien unter dem offiziellen Begriff „slowakischer Nationalsozialismus“ in die politische Praxis des slowakischen Staates nationalsozialistische Methoden übernommen worden und hätten eine sachliche und organisatorische Verschärfung des autoritären Regimes zur Folge gehabt. Bis dahin habe es sich mehr auf die klerikalen Elemente gestützt. Eine slowakische Besonderheit gegenüber den anderen unter dem Einfluss NS-Deutschlands stehenden Staaten habe darin bestanden, dass die Anpassung an den Nationalsozialismus durch eine klerikal-konservative Bewegung vollzogen wurde.
Diese Veränderungen seien zwar ein Resultat des Eingreifens des Dritten Reiches gewesen, das jedoch den Gesamtcharakter des politischen Regimes im slowakischen Staat keineswegs bestimmt habe. Die Ablehnung der demokratischen Prinzipien, auf denen das System der bürgerlichen Freiheiten fußte, der Kampf gegen fortschrittliche Gedanken, ein überspannter Chauvinismus und Sympathie gegenüber allen ultrarechten und faschistischen Bewegungen – diese Postulate durchzusetzen, hätten die Ludaken schon lange vor der Entstehung des slowakischen Staates die Absicht gehabt. Darum – so Lipscher weiter – wurden sie nicht nur von jener Gruppe in die Tat umgesetzt, die das Vertrauen der deutschen Nationalsozialisten genoss, sondern auch von ihren Gegenspielern in der slowakischen Führung: „Beide rivalisierenden Gruppen, bestrebt, ihre eigene Position zu stärken, […] bemühten sich, diejenigen Maßnahmen durchzusetzen, die den Wünschen und der Politik des Reiches entsprachen.“

### Eskalation der antisemitischen Politik und Holocaust

#### Ursachen und historischer Hintergrund

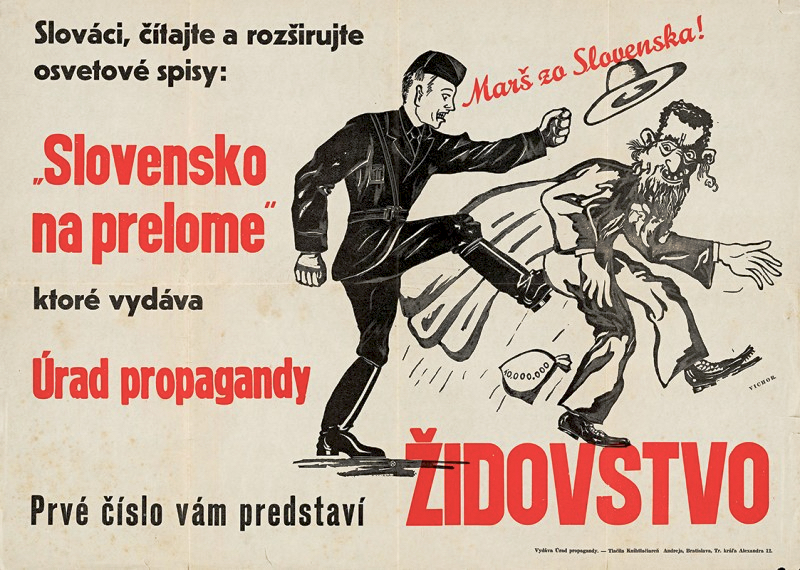
Antisemitisches Plakat des Propagandaamtes (1942)

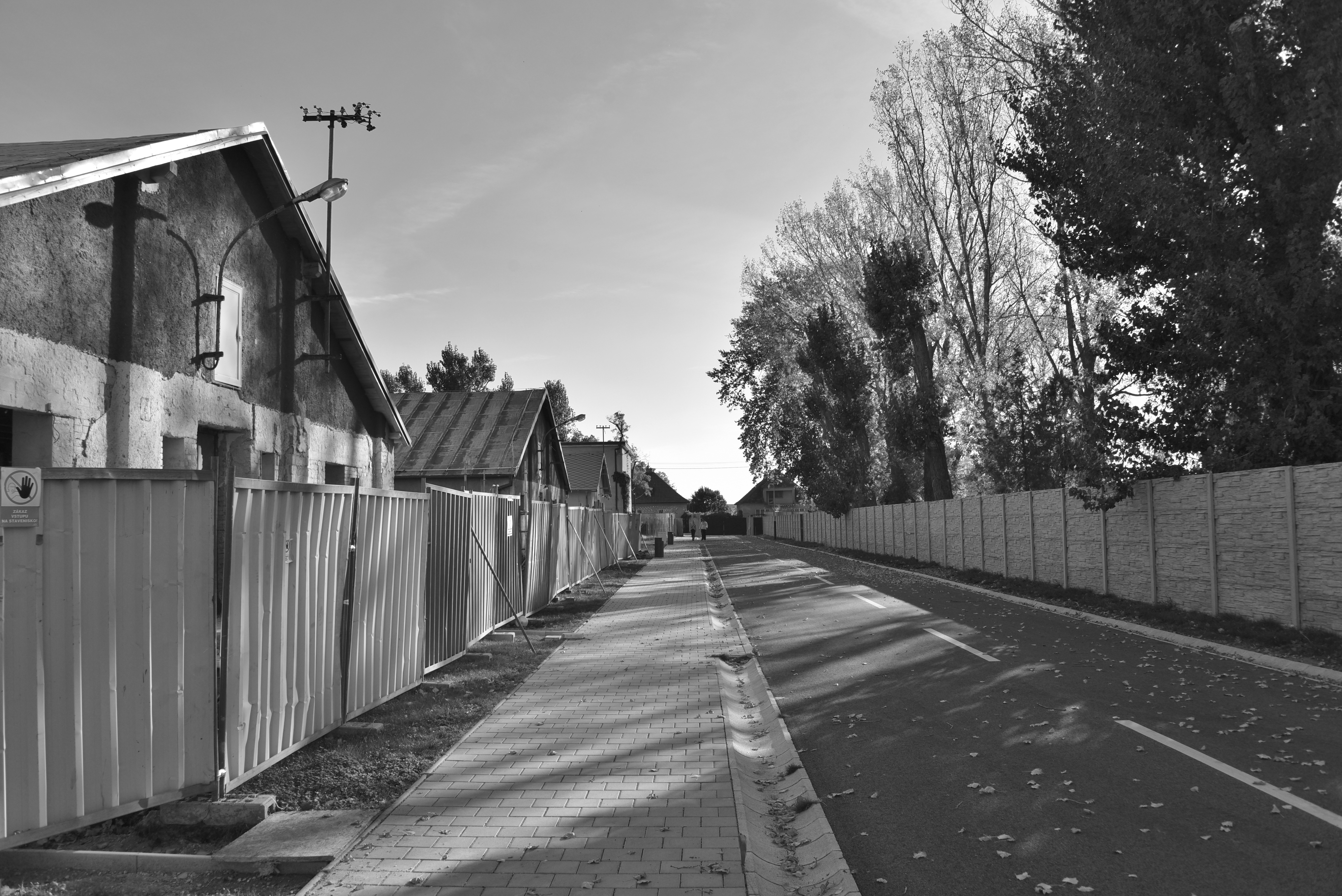
Das frühere Gelände des Arbeits- und Konzentrationslagers Sereď

Bei der „Lösung der Judenfrage“ fand der Slowakische Nationalsozialismus sein größtes praktisches Betätigungsfeld. In diesem Bereich konnte am leichtesten die Theorie einer „permanenten slowakischen Revolution“ entwickelt werden, die von ihren Repräsentanten des radikalen Flügels der Ludaken verkündet wurde. Diese Politiker sahen in einer „radikalen Lösung der Judenfrage“ einen der effektivsten Wege, um ihre radikale faschistische Ideologie und persönliche Ziele umzusetzen. Außerdem sahen sie darin einen Weg, das Vertrauen ihrer deutschen Schutzherren zu vertiefen, deren Unterstützung sie im weiteren innenpolitischen Kampf in der Slowakei benötigten. Auf der anderen Seite war die „Lösung des jüdischen Problems“ jener Bereich, bei welchem es für die Repräsentanten des konservativen, moderaten Flügels der Ludaken am leichtesten war Konzessionen an das radikale Lager zu machen. Auch sie wollten beständig die „Judenfrage“ lösen, wie sie seit Herbst 1938 verkündeten.
Antisemitismus war bereits vor dem Ersten Weltkrieg und auch in der Zwischenkriegszeit eine konstante Komponente der Ideologie von Hlinkas Slowakischer Volkspartei gewesen. In ihrer autochthonen Judenfeindschaft verbanden sich christlich-katholische („Die Juden als Mörder des Gottessohnes“), wirtschaftliche („Die Juden als Ausbeuter“), politische („Die Juden als Stütze des Liberalismus und Kommunismus“) und nationale Argumente („Die Juden als Unterstützer der Magyarisierung und des Tschechoslowakismus“). Die ersten antijüdischen Maßnahmen waren schon während der Autonomie-Ära eingeführt worden, darunter auch die von der slowakischen Landesregierung durchgeführte Deportation von Juden aus slowakischen Gebieten nach Ungarn in Folge des Münchner Abkommens 1938. Im Slowakischen Staat beschnitten die 1939/40 eingeleitete Maßnahmen vor allem die Menschen- und Bürgerrechte der jüdischen Minderheit und beinhalteten eine wirtschaftliche Diskriminierung. Trotz viel weitergehender Forderungen der Hlinka-Garde blieben jüdische Fachleute und Unternehmer als unverzichtbare Faktoren der Volkswirtschaft davon vorerst noch ausgenommen.

#### Legislative bis zum Judenkodex
Nach dem Salzburger Diktat konnten der radikalen Flügel der Ludaken und die Hlinka-Garde dank der deutschen Rückendeckung und angeleitet von SS-„Beratern“ ihr offen proklamiertes Ziel verfolgen, die im Deutschen Reich „bewährten“ antijüdischen Maßnahmen auch in der Slowakei anzuwenden. Nach seiner Rückkehr aus Salzburg attackierte Ministerpräsident Tuka im August 1940 die bestehende antijüdische Gesetzgebung der Slowakei: „Wir können nicht länger tolerieren, dass unser ökonomisches und Wirtschaftsleben vom jüdischen Geist vergiftet wird. Ich will die Worte ökonomisch unersetzbar nicht mehr hören.“ Bis 1941 wurden die Juden nicht nur ihres Vermögens beraubt, sondern auch an den Rand der Gesellschaft gedrängt. Sie durften keine qualifizierten Berufe mehr ausüben, ihre Bewegungsfreiheit wurde eingeschränkt, der Kontakt zu „Ariern“ wurde verboten und für strafbar erklärt, sie durften in bestimmten Vierteln nicht mehr wohnen, die Kinder wurden – mit Ausnahme gesonderter jüdischer Grundschulen – der Schule verwiesen. Sie mussten als Kennzeichen den gelben Stern tragen, auch ihre Korrespondenz musste mit einem Stern gekennzeichnet werden; es wurden besondere Arbeitslager eingerichtet.

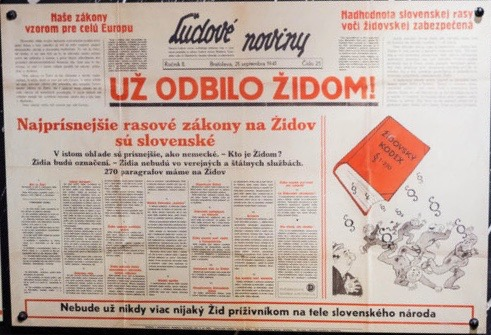
Ausgabe des Ludaken-Blattes Ľudové noviny („Volkszeitung“) von 1941, welches auf seiner Titelseite den Judenkodex rühmt: „Die strengsten Rassengesetze für Juden sind die slowakischen“ (Najprísnejšie rasové zákony na Židov sú slovenské).

1941 erreichten die in der Slowakei ergriffenen antijüdischen Maßnahmen einen solchen Umfang, dass selbst die Staatsverwaltung den Überblick verlor. Es geschah sogar, dass einzelne Verordnungen einander widersprachen. Sie mussten daher in einer Regierungsverordnung (Nr. 198/1941) mit 270 Paragraphen, dem sogenannten Judenkodex, zusammengefasst werden. Er war eines der umfangreichsten Gesetzesstücke, die im Slowakischen Staat produziert wurden, und „eines der grausamsten antisemitischen Gesetze in der modernen Geschichte Europas“. Wesentliche Änderungen gegenüber dem vorherigen Zustand bestanden im Übergang von der bis dahin üblichen religiösen zur „rassischen“ Beurteilung der Judenfrage.

#### Deportation der slowakischen Juden
Um die Jahreswende 1941/42 entstand bei den Verhandlungen um die Erhöhung des Arbeitskräftekontingents aus der Slowakei für NS-Deutschland der Plan, slowakische Arbeiter durch Juden zu ersetzen. So begegneten und deckten sich der Wunsch der Ludaken, die verarmten und gesellschaftlich entwurzelten Juden loszuwerden, mit der anlaufenden „Endlösung“ der deutschen Nationalsozialisten. In einem bilateralen Vertrag verpflichtete sich die slowakische Regierung, an das Deutsche Reich für jeden ausgesiedelten Juden 500 Reichsmark für die „Ansiedlung im Osten“ – als welche Massenvernichtung der Juden getarnt wurde – zu zahlen und ihnen bei der Deportation die slowakische Staatsbürgerschaft zu entziehen. Zwischen März und Oktober 1942 wurden etwa 58.000 Personen deportiert, wovon nur einige hundert überlebten. Erst als kein Zweifel mehr über die alsbald vollzogene Tötung der „ausgesiedelten“ Juden in den Vernichtungslagern in Polen bestand, wurden aufgrund der Proteste des Vatikans bei Tiso und der Rettungsaktionen jüdischer Organisationen die Transporte eingestellt. Ein Drittel der slowakischen Juden verblieb aufgrund einer Schutzbriefverteilung in der Slowakei. Der slowakische Staat war somit unter den Satelliten des Deutschen Reiches einer der ersten gewesen, von dem aus Deportationstransporte in die Vernichtungslager im besetzten Polen abgefertigt worden waren – und der erste, der beschloss die Deportationen einzustellen. Die Deportationen wurden im September 1944 nach der Besetzung der Slowakei durch die deutsche Armee aber von deutschen Stellen wiederaufgenommen.

## Einordnung der Ideologie

### Forschungsstand
Die deutsche Historikerin Tatjana Tönsmeyer konstatierte im Jahr 2003, dass es problematisch sei das „Schlagwort“ eines slowakischen Nationalsozialismus mit Inhalt zu füllen, da diese Aufgabe von der Geschichtswissenschaft bisher nicht angegangen worden sei. Dies erfordere eine diskursgeschichtliche Analyse der politischen Versatzstücke, die einen beträchtlichen Teil der Programmatik der Hlinka-Partei bildeten. Die Unterschiede zwischen den beiden ideologischen Linien sieht Tönsmeyer darin, dass Tuka ein deutsches bzw. italienisches Vorbild verehrt habe, während Tiso durch und durch slowakisch-nationalistisch gewesen sei. Zur Charakterisierung der Linie Tisos schlägt Tönsmeyer auch den Begriff „slowakistisch“ vor. Detaillierte Analysen zur Staatsdoktrin der „völkischen Slowakei“ lieferten zu einem frühen Zeitpunkt bereits der israelische Historiker Yeshayahu A. Jelinek (1976) und später in geringerem Maße auch Ľubomír Lipták (2001). Seit der zweiten Hälfte der 2000er Jahre behandelten die slowakischen Historiker Martin Pekár (2007, 2014) und Anton Hruboň (2009, 2014, 2021) auch den „christlichen Totalitarismus“ und den „slowakischen Nationalsozialismus“ ausgiebig in ihren Arbeiten.
Pekár konstatiert, dass die Hlinka-Partei und ihre Repräsentanten auf die außerordentlichen politischen Veränderungen in Mitteleuropa von 1938/1939 und die mit diesen zusammenhängende Konfrontation der slowakischen Gesellschaft mit einer ideologischen Umorientierung nicht vorbereitet waren. Daher hätten sich die neue slowakische Staatlichkeit und ihre ideologischen Ausgangspunkte erst schrittweise im vom Machtkampf zwischen dem Tiso- und dem Tuka-Flügel gekennzeichneten Umfeld formieren müssen. Hruboň hebt hervor, dass der von Tuka eingeführte Terminus ein „absolutes Novum, ein nichtexpliziter Begriff ohne jegliche Tradition in den slowakischen politischen Bewegungen und jegliches kompaktere Programm“ war. Die Radikalen hätten seinen Inhalt nur auf sehr allgemeiner Ebene definiert: „[…] wie sie selbst akzentuierten, zogen sie die Realisierung konkreter Schritte theoretischen Auslegungen vor“. Die Uneindeutigkeit des neueingeführten Begriffs habe im Hinblick auf die andauernde Rivalität zwischen dem konservativen und dem radikalen Flügel der Hlinka-Partei zwangsläufig zu einer Zweigleisigkeit der Ludaken-Eliten in der Frage der theoretischen Interpretation des slowakischen Nationalsozialismus geführt, sowie eine neue Phase des innerparteilichen Konfliktes ausgelöst.

### Beurteilung des slowakischen Nationalsozialismus nach Tuka und der Hlinka-Garde
Zum nationalsozialistischen 14-Punkte-Programm Vojtech Tukas vom Jänner 1941 urteilt Ivan Kamenec (2008), dieser sei ein „primitiver Mischmasch nationaler und sozialer Demagogie“ gewesen, verstärkt um antidemokratische und antisemitische Forderungen. Sein Hauptziel sei die mechanische Applikation des nationalsozialistischen Vorbilds auf slowakische Verhältnisse und eine vorbehaltlose Orientierung der slowakischen Innenpolitik in Richtung NS-Deutschlands gewesen. Ján Štefanica (2013) sieht im 14-Punkte-Programm die Basis für die radikale Variante des slowakischen Nationalsozialismus, der tendenziell eine „identischen Kopie des deutschen Faschismus“ angestrebt sowie programmatisch die soziale Demagogie des deutschen Modells gespiegelt habe. Auch Miloslav Szabó (2019) konstatiert, Tukas Linie sei eine „mehr oder weniger aufrichtige Übernahme des deutschen Modells“ gewesen.
Das nationalsozialistische Handbuch von Stanislav Mečiar beurteilt Martin Pekár (2014) als „im Grunde nur eine amateurhafte vulgäre Erklärung von Tukas Gedanken, treu das nationalsozialistische Vorbild kopierend“. Und Anton Hruboň (2009, 2014) urteilt, dass Mečiars nationalsozialistische Schrift im Slowakischen Staat „mit ihrem radikalen Inhalt wahrscheinlich den Gipfel der ideologischen Produktion im Geiste des deutschen Nationalsozialismus bildet“. Sie sei dabei jedoch kaum über die Ebene eines Pamphlets hinausgekommen. Ebenso konstatiert Yeshayahu A. Jelinek (1976), dass der slowakische Nationalsozialismus der Hlinka-Garde ideologisch dem Deutschen Reich näher gestanden habe als ihren Gegnern vom Tiso-Flügel. Zwar sei auch die Hlinka-Garde bei ihrem Modell nicht ohne die Berücksichtigung einiger lokaler slowakischer Werte ausgekommen. Letztlich seien die Hlinka-Gardisten aber nur einfache Handlager des Deutschen Reiches gewesen, denen die Originalität und das Selbstbewusstsein der Nástupisten gefehlt hat.

### Beurteilung der „völkischen Slowakei“ (slowakischer Nationalsozialismus nach Tiso und Polakovič)
Martin Pekár (2014) zufolge versuchte Polakovič den Rahmen der praktischen Politik mit seiner Konzeption zu überwinden und hatte die Ambition ein tatsächliches, mehr oder weniger originelles philosophisches Konzept zu formulieren. Auch Hruboň zufolge habe die Formulierung des slowakischen Nationalsozialismus von Štefan Polakovič der slowakischen politischen Repräsentation ein Konzept für ein autoritäres Einparteienregime angeboten, welches zwar mit dem Geist der Zeit geht, sich dabei aber eine gewisse Eigenart erhält und „die Nationalindividualität der Slowaken nicht ignoriert“. Sie habe ein großes Maß an ideeller Autonomie bewiesen und könne entschieden nicht als Legitimierung eines konzentrierten Importes des deutschen Nationalsozialismus in die Slowakei betrachtet werden.
Entsprechend sieht Hruboň eine Interpretation der Konzeption von Polakovič als „slowakischer Nazi-Ideologie“ als „sehr verzerrend“. So würden zwar die Kapitel in Polakovičs Werk mit manchen Eigenheiten des nationalsozialistischen Systems in Deutschland sympathisieren – wie dem Führerprinzip und dem Volksstaat – und auch die Juden einer Verelendung des Volkes beschuldigen. Auf der anderen Seite habe Polakovič überhaupt nicht die Mythen der nationalsozialistischen Propaganda zum „Blut- und Rasseprinzip“ oder zur „arischen Auserwähltheit“ übernommen. Diese seien aber für deutschen Nationalsozialisten „das höchste und heiligste, was den Menschen für ihr Sein von der Natur in die Wiege gelegt wurde“. Gleichzeitig stellt Hruboň klar, dass der Mythos um eine Art innerer Revolte des Theologen Polakovič gegen nationalsozialistische Einflüsse nicht den historischen Tatsachen entspricht. Diese Sichtweise führe zwangsläufig zur Verharmlosung von Polakovič' totalitären Ansichten und zur Glorifizierung der Politik Jozef Tisos als „Widerstand gegen den Nationalsozialismus“. Ebenso gibt Martin Pekár zu bedenken, dass in der an Tisos Linie orientierten Konzeption von Polakovič der slowakische Nationalismus in seiner typischen national-religiösen Form auf die Spitze getrieben wurde, und nicht mehr – wie zu früheren Zeiten – von defensivem Charakter gewesen sei. Gegen eine Verharmlosung stellt sich auch klar der britische Faschismusforscher Roger Griffin in seinem Standardwerk The Nature of Fascism (1991). Griffin bezeichnet die im Slowakischen Staat als Staatsideologie etablierte Variante des slowakischen Nationalsozialismus als „a crude mish-mash of Nazism and Catholicism“, die neben korporatistischen Doktrinen auch totalitäre und antisemitische Rassenpolitik umfasste. Die deutsche Historikerin Sabine Witt (2015) konstatiert in ihrer Studie über nationalistische Intellektuelle in der Slowakei, dass Polakovič in seinen Werken eine einfache Übernahme des deutschen Modells abgelehnt habe und tatsächlich für eine „eigenständige slowakische Version des Nationalsozialismus“ auf Basis des „christlichen Totalitarismus“ plädierte. Davon ausgehend schreibt Witt von einem „klerikal-nationalsozialistischen“ Regime der Ludaken, bzw. von der Gründung eines „christlich-nationalsozialistischen“ Staates.
Laut Diana Mishkova, Marius Turda und Balász Trencsényi (2014) versuchte Polakovič mit seiner Staatsdoktrin eine einzigartige ideologische Synthese zu schaffen, die für beide Parteiflügel der Ludaken annehmbar wäre: „[...] ein erklärtes christlich-nationales Erbe, das sich der deutschen nationalsozialistischen Ideologie anpasst, aber nicht völlig unterordnet.“ In dieser Form konnte sich der slowakische Nationalsozialismus von Polakovič weitgehend unter den Ludaken durchsetzen.
Dem israelische Historiker Yeshayahu A. Jelinek (1976) zufolge war die Ideologie der „völkischen Slowakei“ eine Theorie im Wandel. In ihrer ausgearbeiteten Form „glich sie einem Mosaik, dessen zementierende Faktoren sehr schwach waren“. Im Wesentlichen habe die Ideologie eine Mischung aus vier Bestandteilen umfasst: Religion, Nationalismus, sozioökonomische Elemente, und Autoritarismus. Der unverkennbare Einfluss der nationalsozialistischen Ideologie könne teilweise mit dem Wesen einer Existenz im Orbit NS-Deutschlands erklärt werden. Die klerikalen Ludaken hätten nicht die Absicht gehabt den Nationalsozialismus blind zu akzeptieren, da dies einen Verrat ihrer eigenen Überzeugungen bedeutet hätte. Dennoch hätten sie aus eigenem genuinen Interesse so viel sie konnten vom NS-Staat gelernt. Das Conubium der Ludaken mit den deutschen Nationalsozialisten habe den dem Korporatismus innewohnenden autoritären Denkansatz ausgeweitet, da die Mitglieder der Nástup-Gruppe den modernen Autoritarismus und Totalitarismus interpretierten und an die lokalen Bedingungen angepassten.
Dabei sieht Jelinek die Nástupisten als den einzigen genuin slowakischen Beitrag zur „Welt der modernen extremen Rechten“. Zusammen mit der klerikalen Gruppe habe der Nástup-Kreis seinen extrem aggressiven, chauvinistischen Nationalismus und Autoritarismus mit der katholischen Soziallehre gekreuzt, woraus sich dann die „völkische Slowakei“ mit der Charakteristik einer „extrem rechtsgerichteten Diktatur“ ergab.
Der tschechischen Historiker Jan Rychlík (2018) nennt das Einwirken Tukas als Auslöser für die Einführung nationalsozialistischer Grundsätze in der Slowakei, die der Tiso-Flügel bei der „Lösung der Judenfrage“ sowie bei der Einführung des Führerprinzips akzeptiert habe. Beim „slowakischen Nationalsozialismus“ als Staatsideologie hätte sich jedoch der Tiso-Flügel durchgesetzt und sichergestellt, dass diese „hybride Ideologie“ auf slowakischem Nationalismus und den päpstlichen Enzykliken basiert.
Ľubomír Lipták (2001) schreibt, Tisos „völkische Slowakei“ habe sich von Deutschland und Italien durch die bedeutende Rolle der Religion sowohl in der Ideologie als auch in der praktischen Politik unterschieden. Gleichzeitig habe sie sich von manchen anderen autoritären Diktaturen abgehoben durch die bedeutende Funktion einer traditionellen (jedoch zum Totalitarismus tendierenden) Partei und ihre allmähliche Verschmelzung mit dem Staat. Diese sei zwar nicht bis zu dem Ausmaß wie in Deutschland erfolgt, die Entwicklung sei jedoch Schritt für Schritt vorangegangen. Nadya Nedelsky (2009) ordnet die von Tiso und Polakovič formulierte Staatsideologie des Slowakischen Staates als „ultranationalistisch“ bzw. „klerikal-nationalistisch“ ein. In ähnlicher Weise bildet auch für Aristotle Kallis (2009) die Verschmelzung von Klerikalismus und Ultranationalismus die ideologische Grundlage von Tisos Parteiflügel, wie sie auch in den beiden Parteimottos „Für Gott und Volk“ sowie „Die Slowakei den Slowaken“ zum Ausdruck gekommen sei. Damit sei die Ideologie zwischen einer politischen Religion und religiöser Politik gependelt, und im Unterschied zum Ultranationalismus der Hlinka-Garde stärker vom traditionellen Katholizismus geprägt gewesen.

#### „Slowakischer Faschismus“
Inwiefern das Regime des Slowakischen Staates und dessen Staatsideologie der „völkischen Slowakei“ bzw. des „slowakischen Nationalsozialismus“ nach Tiso und Polakovič als eine eigenständige Form des Faschismus aufgefasst werden kann, wird unter Historikern kontrovers diskutiert. Von einem „slowakischen Faschismus“ könne man laut Ľubomír Lipták (2001) im Bezug auf die Staatsideologie nur dann sprechen, wenn man den Faschismus in einem derart weiten Sinne akzeptiere, dass er neben dem italienischen Faschismus und deutschen Nationalsozialismus auch den „Austrofaschismus“ in Österreich umfasst. Ähnlich wie beim Begriff „Austrofaschismus“ signalisiere dann das Wort „slowakisch“ seine slowakischen Spezifika, zu denen unter anderem der politische Klerikalismus mit seinem großen Gewicht bei der Formierung des Regimes zählte. Eine ähnliche Einschätzung liefert Eduard Nižňanský (2015). Er schreibt von einer „national-klerikalen Diktatur mit faschistischen Elementen“, wobei er letztere gerade bei der antisemitischen Politik der Ludaken verortet. Das Regime könne man laut Nižňanský jedoch im weiteren Sinne auch als „eine slowakische Variante des Faschismus“ betrachten.  Laut Sorin Antohi und Balász Trencsényi (2014) habe Polakovič mit seinem slowakischen Nationalsozialismus eine einheimisch-slowakische Doktrin des Faschismus entwickelt, indem er den „klerikalen Radikal-Konservatismus“ der ursprünglichen Staatsideologie (christlicher Totalitarismus) mit einigen nationalsozialistischen Inspirationen zu harmonisieren versuchte.

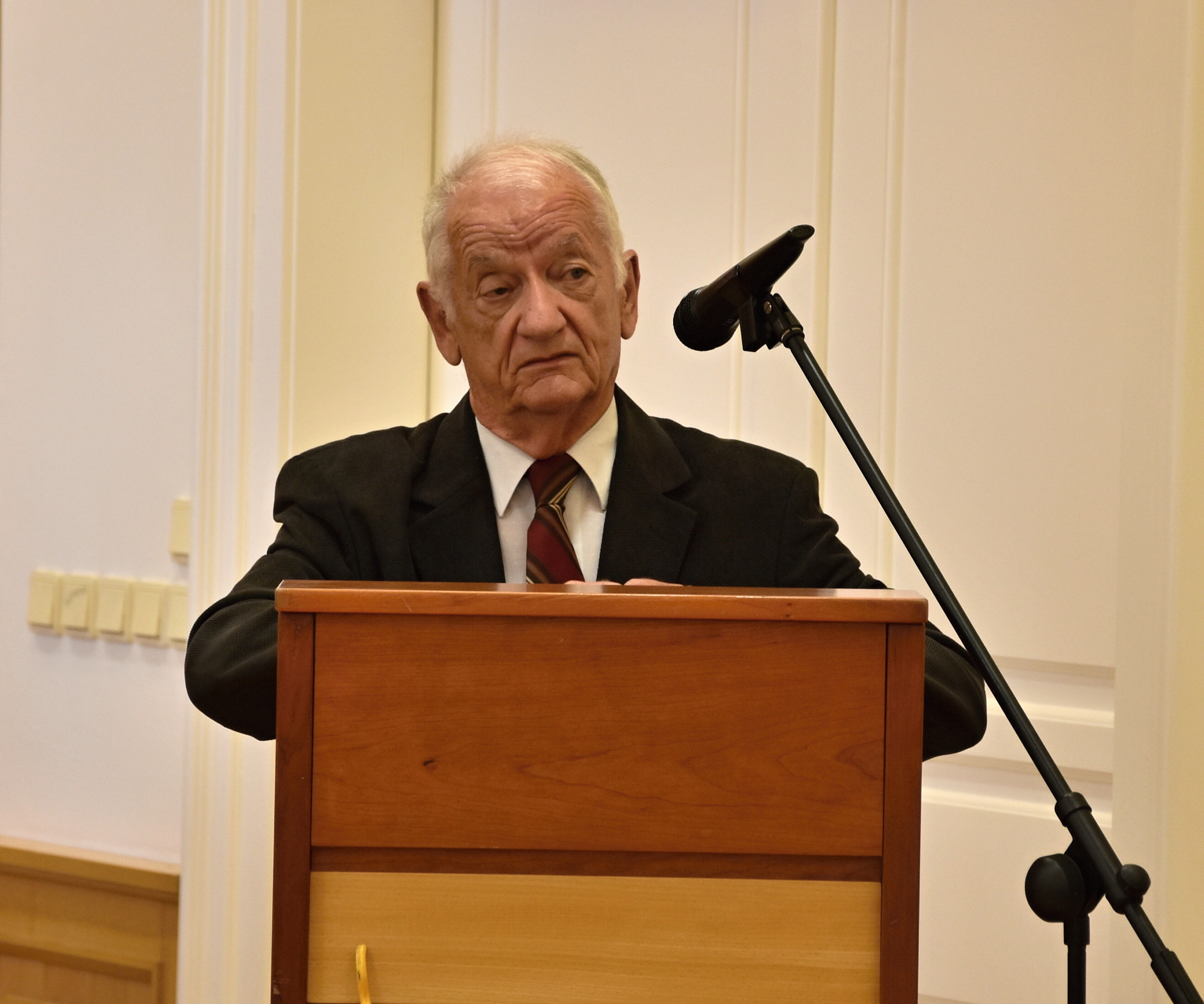
Ivan Kamenec bei einer Tagung der Slowakischen Historischen Gesellschaft (2019).

Ivan Kamenec (2011) betont, dass das Ludaken-Regime und seine Ideologie mehrere Entwicklungen durchmachte. Kamenec zufolge sei das Regime ursprünglich autoritär gewesen und habe dabei ideologisch auf einer auf päpstlichen Enzykliken basierenden christlichen Weltanschauung, slowakischem Nationalismus und Korporatismus aufgebaut. Nach dem deutschen Eingreifen im Sommer 1940 habe sich die Diktatur zu einem „Totalitarismus mit signifikanten faschistischen Elementen, jedoch auch mit einigen spezifisch slowakischen Eigenschaften“ entwickelt. Der „totalitär-faschistische Charakter“ des Regimes sei dann am deutlichsten bei der verstärkten Kollaboration mit dem „Dritten Reich“, der aktiven Beteiligung am Zweiten Weltkrieg und der Deportation der slowakischen Juden in die NS-Vernichtungslager zu Vorschein gekommen. Dabei hebt Kamenec hervor, dass beide Parteiflügel „völlig der Notwendigkeit zustimmten, ein totalitäres System aufzubauen, möglichst eng mit Deutschland zusammenzuarbeiten die Judenfrage zu ‚lösen‘. Sie unterschieden sich bei ihren Ansichten nur insofern, mit welchem Tempo diese Ideen umgesetzt werden sollten und welche Maßnahmen dazu nötig wären.“
Andere Historiker, die eine enger gefasste Definition des Faschismus priorisieren, sehen dessen Charakteristika nicht oder nur während bestimmter Zeitabschnitte des Regimes erfüllt. Roger Griffin (1991) klassifiziert das Ludaken-Regime mit dem slowakischen Nationalsozialismus als offizieller Staatsideologie als „Kollaborations- und im Wesentlichen parafaschistisches Regime“, wobei er „Parafaschismus“ definiert als „eine Form von autoritärem und ultranationalistischem Konservatismus, welcher äußere Zeichen des Faschismus adaptiert, dabei aber dessen Ruf nach einer genuinen sozialen und ethischen Revolution ablehnt“. Nadya Nedelsky (2001) geht von der Faschismusdefinition Griffins aus, begreift im Gegensatz zu diesem die Staatsideologie des Slowakischen Nationalsozialismus jedoch schon als „faschistisch“. Sie argumentiert: „[...] die Tatsache, dass die Partei nicht in der Lage war, eine ‚echte soziale und ethische Revolution‘ herbeizuführen, ändert nichts an der Tatsache, dass sie eine solche forderte und, obwohl sie vereitelt wurde, versuchte, sie zu erreichen.“ Eine auf Griffin aufbauende Definition vertritt Stanley Payne (1995), der den Faschismus ebenfalls als „eine Form des für nationale Wiedergeburt eintretenden revolutionären Ultranationalismus“ begreift, allerdings zusätzlich weitere organisatorische (z. B. Führerprinzip) und philosophische (z. B. Vitalismus) Kriterien berücksichtigt. Payne hält zwar fest, dass sich die Ludaken während des Zweiten Weltkriegs weiter ins rechtsradikale politische Spektrum bewegten. Der Slowakische Staat sei aber dennoch nicht faschistisch gewesen, sondern könne „bis zu einem gewissen Grad als eine rückständigere, mehr rechtsgerichtete und klerikale Version Vichys“ angesehen werden.
Anton Hruboň (2019, 2021) differenziert – angelehnt an die vergleichende Faschismusforschung – auf Ebene der Ideologie. Ihmzufolge befand sich das Ludaken-Regime von 1938 bis 1945 in einem ideologischen Wandel und hatte „ursprünglich einen nationalistisch-autoritären Charakter, der sich unter dem Einfluss inländischer und ausländischer Faktoren zu einem Regime nationalsozialistischen (faschistischen) Typs transformierte, und anschließend zu einem hybriden Regime ohne klare politische Identität mutierte.“ Hruboň grenzt dabei die „nichtrevolutionäre“ Staatsideologie des Tiso-Flügels, die er in einer autoritär-nationalistischen, christlich-sozialen Ständestaatslehre verortet, deutlich von der revolutionär-faschistischen (bzw. nationalsozialistischen) Linie des Tuka-Flügels ab. Sein Urteil, dass sich die Slowakei zwischen Sommer 1940 und Ende 1942 zu einem „nationalsozialistischen (faschistischen) Staat“ entwickelt hat, begründet Hruboň damit, dass die „revolutionären slowakischen Nationalsozialisten“ um Tuka einerseits in dieser Zeit zum Höhepunkt ihrer Macht gelangten sowie eine gewisse Dominanz erreichen konnten. Andererseits habe der sich der klerikal-nationalistische Flügel Tisos in dieser Zeit weiter radikalisiert, und beim Prozess der „Nazifizierung“ gegen einige Maßnahmen nicht nur keinen Widerstand geleistet, sondern diese, sofern sie nicht gegen die eigenen Machtpositionen gerichtet waren, sogar aktiv mitgetragen. Damit habe sich auch der Tiso-Flügel zu einem gewissen Grad zur Idee eines „revolutionären Nationalsozialismus“ bekannt.
In Anlehnung an die Faschismusdefinition Roger Griffins verneint Jakub Drábik (2019) in seinem Standardwerk der slowakischen Faschismusforschung eine Klassifizierung des Ludaken-Regimes als faschistisch. Dabei argumentiert er, dass während der gesamten Existenz des Slowakischen Staates die „gemäßigte“ ideologische Konzeption von Tiso und Polakovič gegenüber der radikalen nationalsozialistischen von Tuka und Mečiar dominiert habe. Drábik konstatiert, dass soweit es auf Grundlage neuer Forschung nicht zu einer grundlegenden Umbewertung der Ideologie des slowakischen Staates kommt, diese am genauesten in den Arbeiten von Ivan Kamenec und Ľubomír Lipták charakterisiert worden sei. Beide beschrieben das Regime als eine „Diktatur mit faschistischen Elementen“. Dabei betont Drábik: „Die Tatsache, dass das Regime in typologischer Hinsicht nicht als faschistisch bezeichnet werden kann, entschuldigt jedoch selbstverständlich in keinem Fall die Verbrechen, derer es an der eigenen Bevölkerung schuldig gemacht hat.“

#### „Klerikalfaschismus“
Bezogen auf die Staatsideologie des Ludaken-Regimes und Slowakischen Staates findet sich in der Literatur häufig auch der Begriff „Klerikalfaschismus“. In der nichtmarxistischen Faschismusforschung gilt er jedoch als ein „noch problematischeres Konzept“, wofür insbesondere dessen inflationärer Gebrauch nach 1945 verantwortlich gemacht wird. Vor allem Historiker aus dem Umfeld der politischen Linken nutzten den Begriff in einem nur vage definierten Sinne für verschiedene autoritäre Regime, die vom jeweiligen katholischen Klerus des Landes unterstützt wurden. Damit – so die Kritik der neueren Forschung – wurde der Wert des „Klerikalfaschismus“ als analytisches Mittel zur Klassifizierung und Abgrenzung unterschiedlicher Ideologien und Herrschaftssysteme stark reduziert. Bereits Ernst Nolte (1966), der den Tuka-Flügel klar den „slowakischen Faschisten“ zuordnet, lehnte den Begriff gerade auch im Hinblick auf den Tiso-Flügel und den Slowakischen Staat grundsätzlich ab. Er argumentierte: „Erst wenn der Nationalismus eine Ausschließlichkeit gewinnt, [...] erst wenn sich im konservativen Grundempfinden ein vehementer Veränderungswille abzeichnet: erst dann kann von Faschismus die Rede sein [...]. Der Katholizismus kann der Vater des Faschismus, aber niemals selbst faschistisch sein – was nicht ausschließt, dass ein einzelner Katholik aus voller Überzeugung Faschist sein mag. Es gibt daher keinen Klerikofaschismus, sondern allenfalls einen katholischen Pseudofaschismus.“

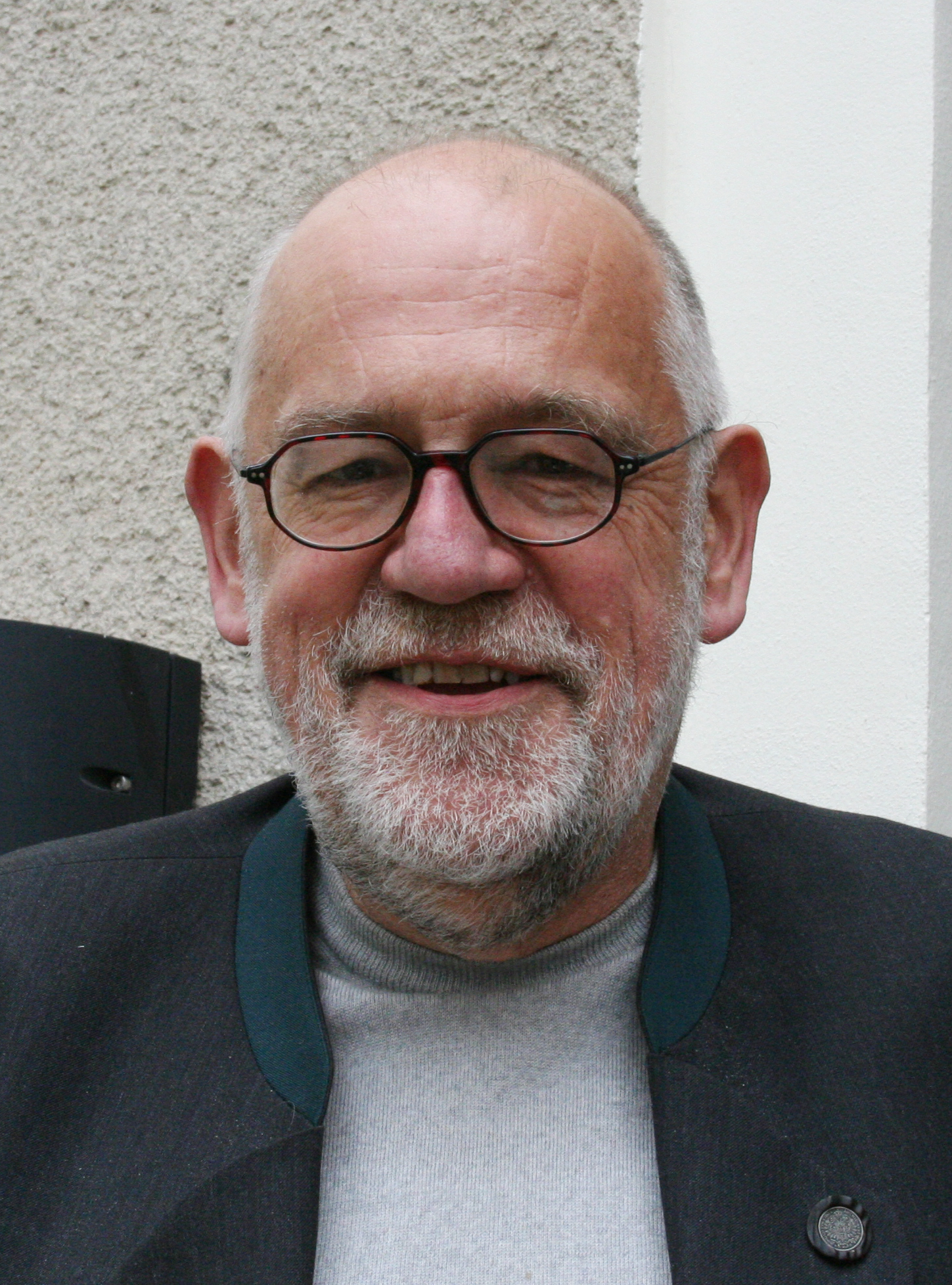
Wolfgang Wippermann (2010)

Ebenso wurde der Begriff von Wolfgang Wippermann (1983) mit dem Argument verworfen, dass Tiso mit Unterstützung der katholischen Kirche die faschistische Hlinka-Garde weitgehend von der Macht fernhalten konnte, und stattdessen eine „klerikal geprägte autoritäre Diktatur“ errichtet habe. In einer späteren Arbeit hat Wippermann (2010) seine Einschätzung zum Slowakischen Staat unter Tiso revidiert und bezeichnete ihn als ein „faschistisches Regime“ mit einer „fundamentalistisch katholischen Ausrichtung“. Für eine derartige Verbindung beider Ideologien schlug er jedoch die neue Bezeichnung „fundamentalistisch-faschistisch“ vor. Den Begriff „Klerikalfaschismus“ lehnte er weiterhin ab und verglich ihn mit jenem des „Islamfaschismus“: „Beide Begriffe sind problematisch, weil sie ganze Religionsgemeinschaften und keineswegs nur ihre fundamentalistischen Ausprägungen in die Nähe des Faschismus rücken.“ Auch Richard J. Wolff und Jörg K. Hoensch (1987) lehnten in einer Kollektivarbeit über das Verhältnis von Katholizismus und Faschismus während der Zwischenkriegszeit den Begriff „Klerikalfaschismus“ ab. In seinem Beitrag hält Hoensch zwar fest, dass man nach der „widerwillig erfolgten Verschmelzung“ der Philosophien Tisos (christlicher Totalitarismus) und Tukas (slowakischer Nationalsozialismus) von einem „Klerikalfaschismus“ sprechen könne. Dennoch distanzieren sich Hoensch und Wolff von dem Begriff, da dieser „bestenfalls ungenau und schlimmstenfalls irreführend sei“. Sie argumentieren damit, dass ideologische Gemeinsamkeiten zwischen Katholizismus und Faschismus (z. B. Ablehnung von Klassenkampf, Kritik am Kapitalismus und Sozialismus, Befürwortung des Korporatismus) nicht über ihre fundamentalen Differenzen hinwegtäuschen könnten, so in der Frage Rolle des Staates, der Erziehung der Jugend und der Rassentheorie. Vor diesem Hintergrund ziehen sie in Zweifel, ob eine Verbindung der Begriffe „klerikal“ und „faschistisch“ zu einem neuen Wort gerechtfertigt werden könne.
Die Monographie The Parish Republic von Yeshayahu A. Jelinek (1976) stellte über lange Zeit die einzige ausführliche Darstellung dar, die den Begriff mit einem nichtmarxistischen Ansatz auf die Slowakei anwendete und die Staatsideologie der „völkischen Slowakei“ als „Klerikalfaschismus“ einordnete. Seit 1992 lehnte jedoch auch Jelinek den Begriff wegen mangelnder analytischer Schärfe ab. Ebenso hält Tatjana Tönsmeyer (2003) den Befund eines Klerikalfaschismus im Hinblick auf den Slowakischen Staat für „fragwürdig“. Dabei verweist Tönsmeyer auf die Tatsache, dass sowohl Tiso als auch Tuka als führende Persönlichkeiten der beiden ideologischen Konzepte mit ihrem radikalen Antisemitismus eine Interpretation des Katholizismus vertraten, die „durch die kirchliche Glaubenslehre nicht mehr gedeckt war“. Beide hätten eine Vergötterung (im Sinne der Verabsolutisierung) der Nation praktiziert, welche „jedoch einmal in ein kirchlich-katholisches, einmal in ein weltlich-faschistophiles Gewand gekleidet“ wurde. In den 1990er Jahren galt der Begriff „Klerikalfaschismus“ in der Faschismusforschung mehrheitlich als überholt. Stattdessen wurde Faschismus im Rahmen von Emilio Gentiles Konzepts der „politischen Religion“ behandelt und scharf von theokratisch orientierten Ideologien abgegrenzt. Nadya Nedelsky ordnete die Staatsideologie des Slowakischen Staates noch in einer Studie von 2001 als „klerikalfaschistisch“ ein. Dabei bezog sie sich auf die Synthese des traditionellen klerikalen Nationalismus der Ludaken mit der politischen Staatstheorie Othmar Spanns. In einer späteren Arbeit verwendet Nedelsky (2009) jedoch nicht mehr, und kategorisiert Tisos slowakischen Nationalsozialismus stattdessen als „ultranationalistisch“.

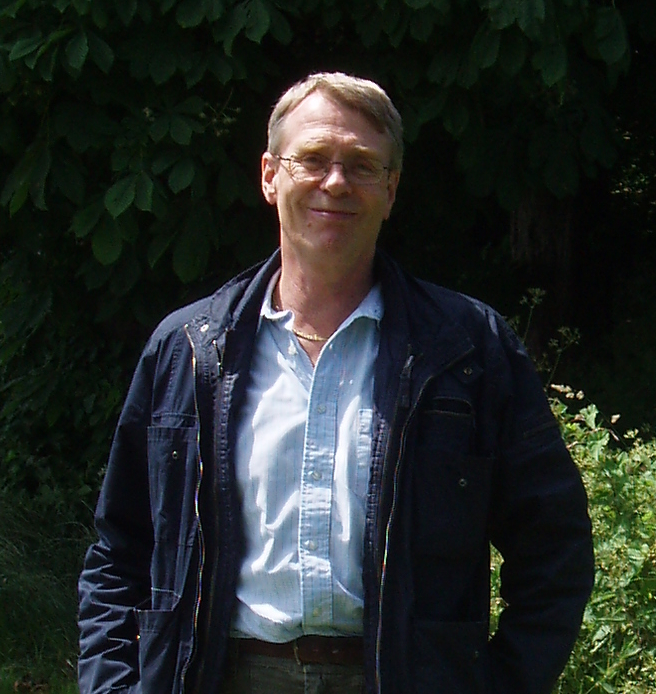
Roger Griffin (2008)

Eine Neukonzeption des Begriffs „klerikaler Faschismus“ wurde erst vom Faschismusforscher Roger Griffin (2007) vorgenommen. Im Hinblick auf die nach 1945 inflationäre und oft ideologisch motivierte Anwendung des Begriffs plädiert Griffin dafür, diesen auf repräsentative Einzelpersonen aus dem Umfeld institutionalisierter Religionen zu beschränken. Viele Kleriker seien aufgrund gemeinsamer Feindbilder, die sie mit den Faschisten teilten (Bolschewismus, Liberalismus), eine politische Allianz mit diesen eingegangen, und hätten dabei die säkulare und revolutionäre Natur der vom Faschismus angestrebten „nationalen Wiedergeburt“ verdrängt. Die Bedingungen für eine solche „Kollusion“ von Klerikern und Faschisten sieht Griffin gerade in der Slowakei der Ludaken oder im Kroatien der Ustascha gegeben. Ein genuin „klerikaler Faschismus“ sei laut Griffin jedoch erst dann vorhanden, wenn die politische „Kollusion“ von Klerikern und Faschisten einer ideologischen „Identifizierung und Synthese“ von Klerikern mit dem Faschismus Platz gemacht habe. Als Beispiele führt Griffin die Eiserne Garde in Rumänien und die Deutschen Christen an.
Griffins Ansatz wurde kurz darauf in einem Sammelband auf unterschiedliche Regime der Zwischenkriegszeit angewendet, und findet auch Anklang in der neueren slowakischen Faschismusforschung, in der es Bestrebungen gibt, den Begriff „Klerikalfaschismus“ in einer nichtmarxistischen Interpretation wieder zu rehabilitieren und als „heuristisches Mittel“ einzusetzen. In der slowakischen Geschichtsschreibung und Publizistik galt der Begriff „Klerikalfaschismus“ (klérofašizmus, klerikálny fašizmus) wegen seines Missbrauchs durch die kommunistische Diktatur lange Zeit als „inhaltslose Etikettierung“ und bloßes „Schmähwort“ ohne analytischen Wert. Nach der Machtübernahme der Kommunisten 1948 verwendete die marxistisch-leninistische Historiographie den Begriff in einer sehr willkürlichen Weise: Er sollte neben dem Faschismus gleichzeitig auch den Klerikalismus, die oppositionelle katholische Kirche, die Religion an sich sowie sonstige Regimegegner kompromittieren. In einer derartigen Konstruktion und Absicht ähnele „Klerikalfaschismus“ laut Ľubomir Lipták (2001) dem rechtsradikalen Schlagwort des „Judäo-Bolschewismus“. Lipták weist außerdem darauf hin, dass die katholische Kirche zwar eine wichtige Rolle im Slowakischen Staat innehatte und eine autoritäre Umgestaltung der Slowakei durch die Ludaken befürwortete. Gleichzeitig sei es aber gerade die katholische Kirche gewesen, die die Entwicklung von Staat und Hlinka-Partei in Richtung eines nationalsozialistischen Totalitarismus gebremst hat. Der Begriff „Klerikalfaschismus“ sei insofern „sicherlich zutreffend in Bezug auf das Außenkolorit, aber weniger in Bezug auf Inhalt und Ausrichtung des Regimes“.
Den ersten Schritt der slowakischen Forschung in Richtung eines analytisch verwertbaren „Klerikalfaschismus“-Begriffs im Sinne Roger Griffins stellt eine Monographie von Miloslav Szabó (2019) dar. Vor diesem Hintergrund lehnt Szabó (2021) den Begriff zur Charakterisierung des Ludaken-Regimes ab: „[...] es handelt sich um konkrete Personen – klerikale Faschisten, d. h. Priester, die sich den politischen Radikalismus im Geiste des Faschismus zu eigen gemacht haben. Der Slowakische Staat als solcher war jedoch nicht klerofaschistisch. [...] Im Slowakischen Staat gab es kein klerofaschistisches Regime. Wenn ich von Klerofaschisten spreche, meine ich Priester in der Politik.“ Diese neueren Ansätze berücksichtigt auch Anton Hruboň (2021) in seiner detaillierten Untersuchung zur Entwicklung des Faschismus in der Slowakei. Für Hruboň könne das Ludaken-Regime und der Slowakische Staat nicht als „klerikalfaschistisch“ eingeordnet werden, da es niemals zu einer „funktionellen Koppelung von Katholizismus und Nationalsozialismus“ gekommen sei. Die Staatsideologie nach Štefan Polakovič sei in dieser Hinsicht „letzlich nur eine reduzierte und misslungene Apologie einer angeblichen Vereinbarkeit des Nationalsozialismus mit den päpstlichen Enzykliken“ gewesen.
Eine alternative Definition des Klerikalfaschismus als analytischen Begriff stellten die tschechischen Politikwissenschaftler Hana Kubátová und Michal Kubát im Jahr 2021 vor. Ihr Erklärungsmodell, bei dem der Slowakische Staat als Musterbeispiel dient, stellt eine Erweiterung von Griffins Ansatz dar. Sie verstehen Klerikalfaschismus als „ein politisches Regime, das von einer Bewegung oder von Fraktionen innerhalb einer von Klerikern und Theologen beherrschten Bewegung, die eine Symbiose aus christlichen und faschistischen Grundsätzen befürworten, angetrieben oder maßgeblich geprägt wird“. Kúbatová und Kúbat beziehen somit alle drei Ebenen des Politischen ein: die politische Ideologie, die politische Praxis und eine bestehende oder angestrebte politische Herrschaftsform (Regime). Als politische Ideologie sehen die beiden Politikwissenschaftler den bereits seit 1939 von den Ludaken propagierten „christlichen Nationalismus“ (kresťanský nacionalizmus), als politische Praxis jene von Klerikern der Hlinka-Partei, und das daraus resultierende Regime als den slowakischen Nationalsozialismus.

## Nachwirkungen

### Exil-Ludaken und Neoludaken

#### Übernahme slowakischer Auslandsorganisationen
Mit dem Ende des Zweiten Weltkrieges erfolgten zwei größere Emigrationswellen von ehemaligen Ludaken aus der Slowakei: Die erste Gruppe war bereits 1945 zusammen mit der sich zurückziehenden deutschen Wehrmacht ins Exil gegangen. Sie umfasste viele Angehörige der Führungselite des Slowakischen Staates oder dieser nahestehende Personen. Die zweite Gruppe emigrierte nach der kommunistischen Machtübernahme 1948. Ein beträchtlicher Teil dieser Flüchtlinge waren Mitglieder des radikalen Parteiflügels – Nástupisten oder Hlinka-Gardisten –, von denen 1942 viele an den Judendeportationen und 1944/45 einige bei den Tötungen von Widerstandskämpfern und sich versteckenden Juden beteiligt gewesen waren. Zahlreiche Männer und Frauen dieser Auswanderungswellen hatten eine höhere Bildung, sie zählten zur „Blüte der slowakischen nationalistischen Intelligenzia“. Aufgrund ihrer Erfahrung mit intellektuellem Schaffen, kreativer Schreibarbeit und politischem Engagement übernahmen sie bald die Führungspositionen in den alten slowakischen Auslandsorganisationen in den USA, Kanada und anderswo (z. B. dem Slowakischen Weltkongress). Damit erhielten die Neuankömmlinge fortan Plattformen zur Glorifikation des slowakischen Staates und Nationalismus. Einer ihrer wichtigsten Vertreter blieb weiterhin der nun in Argentinien lebende ehemalige Parteiideologe Štefan Polakovič. Im Exil veränderten sich Polakovič' Denkansätze: Seine im Slowakischen Staat verfasste Arbeiten unterzog er einer teilweisen oder völligen Neubewertung.

#### Formierung der Neoludaken-Historiographie
Weil jüdische, tschechoslowakische und andere Organisationen das Gedenken an den Holocaust pflegten und nicht müde wurden, die allgemeine Öffentlichkeit an die Verbrechen des Slowakischen Staates zu erinnern, waren die Exil-Ludaken gezwungen, sich ebenfalls mit der Thematik auseinanderzusetzen. Zu diesem Zweck versuchten Organisationen wie der Slowakische Weltkongress, Beziehungen zu Juden aufzubauen, deren guten Willen sie anstrebten, ohne eigene Verbrechen gegenüber den slowakischen Juden eingestehen zu müssen. Sie erklärten, dass ohne ein Verständnis der Hintergründe die Vorkommnisse während des Zweiten Weltkrieges nicht begriffen werden könnten. Das Handeln der Slowakei wurde einerseits mit Angst gerechtfertigt, andererseits mit der Verbitterung über das von den Juden gegenüber dem slowakischen Volk verursachte Leid sowie dem Wunsch, durch die Enteignung der Juden ihr „nationales Eigentum“ wiederherzustellen. Somit bedienten sie sich in ihren Publikationen des traditionellen slowakischen Antisemitismus. Die biologische Komponente des nationalsozialistischen Antisemitismus wurde hingegen weniger betont. Da diese Argumentation jedoch implizierte, dass die slowakische Regierung ein Interesse daran hatte, sich ihrer jüdischen Bevölkerung zu entledigen, entgegneten die Apologeten des Ludaken-Regimes, die slowakische Regierung habe von den Verbrechen der deutschen Nationalsozialisten im besetzten Polen nichts gewusst.

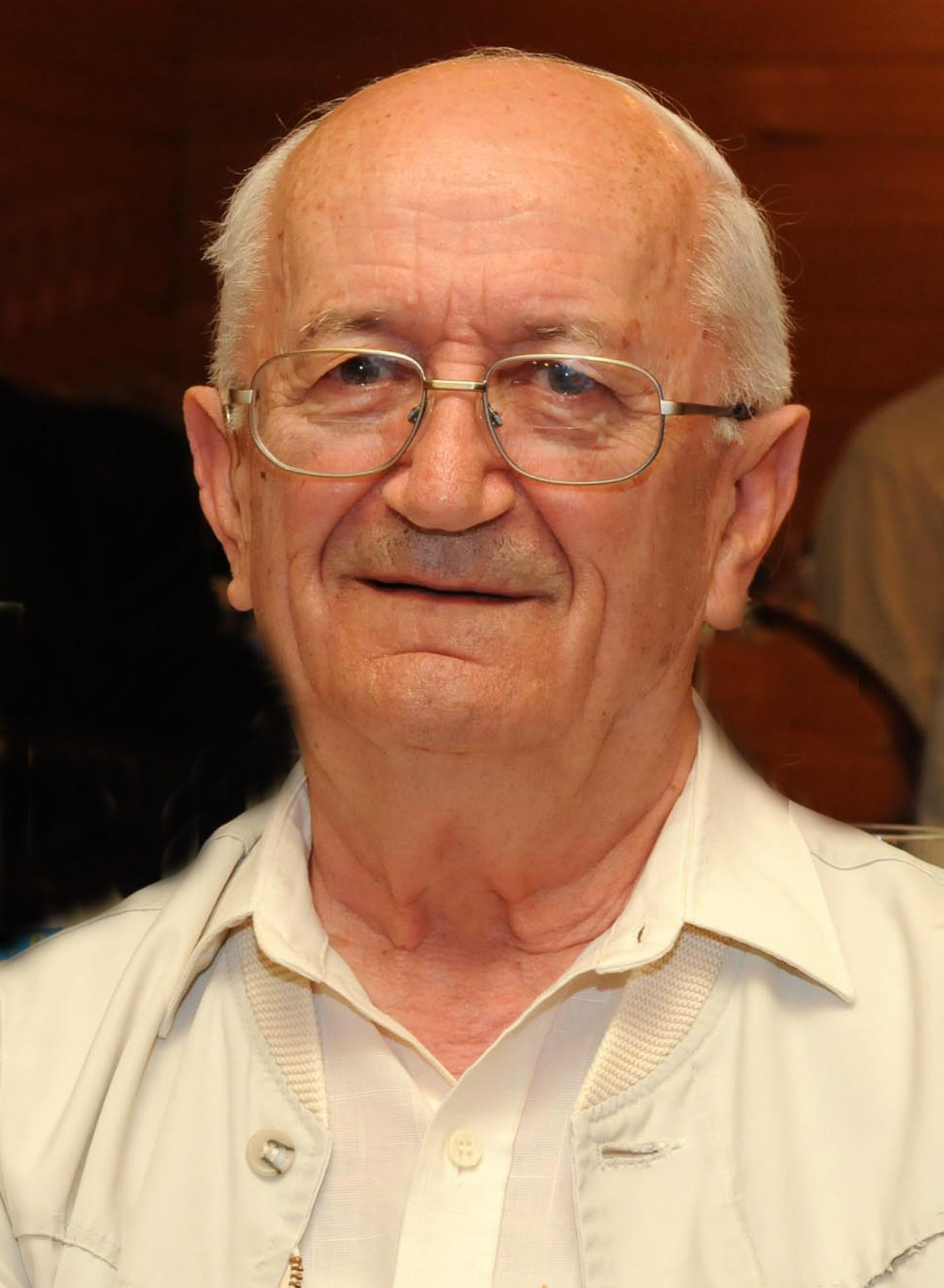
Der Historiker František Vnuk (* 1926) gilt als einer der bedeutendsten Vertreter der Neoludaken

Auf diese Rechtfertigungslinie – deren Vertreter auch als „Neoludaken“ bezeichnet werden – erwidert Yeshayahu A. Jelinek (1993), dass sie für sich bereits „ein purer Horror“ sei: „Der Versuch zu erklären, dass eine Regierung das Recht hat, ein ganzes Volk, inklusive Babies und Kindern, einer kollektiven Schuld anzuklagen, und es mit der Verladung in Güterwaggons und dem Transport ins Unbekannte zu bestrafen, und all ihr Eigentum zu konfiszieren, ist bereits ein Zeugnis für bodenlosen Hass.“ Darüber hinaus hält Jelinek fest, dass die Massenvernichtung im besetzten Polen in der Slowakei zwar bis Frühjahr 1942 unbekannt war, es jedoch reichlich andere Warnungen bezüglich eines fatalen Schicksals der deportierten Juden gab. Die Eliten des Slowakischen Staates hätten jedoch die historische Gelegenheit nicht verstreichen lassen wollen, sich der slowakischen Juden zu entledigen.
Die Neoludaken-Historiographie versuchte auch, die Deportationen mit dem Verweis auf den von außen kommenden Druck des nationalsozialistischen Deutschland zu rechtfertigen, oder sie erklärte, Staatspräsident Tiso – für die Neoludaken das Symbol der slowakischen Staatlichkeit – sei in keiner Weise daran beteiligt gewesen, sondern hätte im Gegenteil mit Schutzbriefen 35.000 bis 40.000 slowakische Juden davor bewahrt. Auch Innenminister Alexander Machs Rolle wird relativiert, da dieser angab, Initiator des Deportationsstops von 1942 gewesen zu sein, als er von der Ermordung der slowakischen Juden in Polen erfuhr. Einzig Ministerpräsident Tuka wird von Vertretern der Neoludaken-Historiographie wie Milan S. Ďurica (1925–2024) und František Vnuk (* 1926) als „schwarzes Schaf“ akzeptiert. Jelinek stellt dem entgegen, dass das Ludaken-Regime mindestens zu 50 Prozent am Schicksal der slowakischen Juden mitverantwortlich sei, historische Untersuchungen etwa 1.100 Schutzbriefe Tisos an reiche und getaufte Juden nachgewiesen haben und diese auch keinen ultimativen Schutz vor Deportationen bedeuteten. Bei Mach weist Jelinek darauf hin, dass dieser zunächst einmal der Initiator der Deportationen war, und dass an seiner späteren Darstellung der Ereignisse begründeter wissenschaftlicher Zweifel besteht.

#### Rückkehr in die Slowakei nach 1989
Nach dem Kollaps des kommunistischen Systems in Europa 1989 kehrten viele der Exilanten in die Slowakei zurück. In der von kommunistischer Propaganda gesättigten Slowakei wurden ihre Botschaften von einem Teil der Bevölkerung als erfrischend aufgenommen. Von der voreingenommenen Geschichtsschreibung des gefallenen kommunistischen Regimes übertrugen viele Slowaken ihren Glauben auf eine ebenso voreingenommene radikal-nationalistische Darstellung der Exilanten. Der ehemalige Generalsekretär der Hlinka-Partei und führende Nástupist Jozef Kirschbaum, der ins kanadische Exil gegangen war, trug zu mehreren wissenschaftlichen Publikationen in der Slowakei nach 1993 bei. Aus dem Milieu der Exilanten stammte auch ein jahrelanger Berater des in den 1990er Jahren amtierenden Ministerpräsidneten Vladimír Mečiar. Für einen Skandal sorgte im Jahr 1995 das historische Schullehrbuch Milan S. Ďuricas, in dem er den Slowakischen Staat heroisierte und bezogen auf die Judenpolitik des Ludaken-Regimes „hart an die Grenze zur Holocaust-Leugnung ging“. Das Buch wurde schließlich von den slowakischen Schulen abgezogen, Ďuricas nationalistische Publikationen jedoch in der Slowakei weiterhin veröffentlicht – so 2006 eine Biographie über Jozef Tiso.
Štefan Polakovič, der im Exil viele seiner früheren Positionen revidiert hatte, äußerte sich 1998 in der slowakischen Presse zu den Unterschieden zwischen dem slowakischen Nationalsozialismus und dem deutschen Original. Im Gegensatz zur slowakischen Version habe der deutsche Nationalsozialismus in Anknüpfung an Friedrich Nietzsche das Christentum abgelehnt, als „Religion für die Schwachen, die der höheren Rasse unwürdig sind“. Er habe das Schicksal der Nationen in der Umsetzung des Willens zur Macht gesehen und die These von „Herrenvölkern“ und „Dienervölkern“ vertreten. Zum Begriff „Slowakischer Nationalsozialismus“ gab Polakovič an, dieser sei „allein für sich ein großer Unsinn“ gewesen, jedoch hätten die politischen Gegebenheiten nach dem Salzburger Diktat diesen als Konzession an die Deutschen erfordert, um das „Dritte Reich“ nicht zu provozieren. Die Übernahme einzelner Elemente der nationalsozialistischen Ideologie in seine Konzeption des slowakischen Nationalsozialismus bezeichnete Polakovič als eine „Jugendsünde“ (omyl mladosti).

### Slowakischer Neonazismus

#### Außerparlamentarische Kleinparteien

Logo der neonazistischen „Slowakischen Gemeinschaft“

Rechtsradikale und neofaschistische Bewegungen traten in der Slowakei bereits kurz nach 1989 in Erscheinung. Dabei beinhaltete ihre Weltanschauung von Beginn an auch die Verteidigung des slowakischen Staates von 1939 bis 1945 und insbesondere einen gegen die Roma-Minderheit gerichteten Rassismus. Die bedeutendste neonazistische Gruppierung war über lange Zeit die 1995 entstandene „Slowakische Gemeinschaft“ (Slovenská pospolitosť, kurz SP). Sie wandte sich offen gegen die parlamentarische Demokratie und war charakterisiert durch Antisemitismus, Ultranationalismus sowie antiungarische Rhetorik. Organisatorisch galt das Führerprinzip mit einem vodca an der Spitze. Im Jahr 2003 trat Marian Kotleba in die Bewegung ein und avancierte bald zu deren Führer. Die Slowakische Gemeinschaft begann nun vermehrt Fackelzüge zu organisieren, bei denen ihre Mitglieder in dunkelblauen Uniformen auftraten, die jenen der früheren Hlinka-Garde und Rodobrana ähnelten. Ende 2004 reichte die Bewegung ein Ersuchen um die Registrierung als politische Partei ein, dem das slowakische Innenministerium im Januar 2005 entsprach.
Die neugegründete und von Kotleba geführte „Slowakische Gemeinschaft – Nationalpartei“ (Slovenská pospolitosť – Národná strana, kurz SP-NS) bekannte sich ihren Statuten zur politischen Symbolik des Slowakischen Staates und provozierte Zusammenstöße mit der slowakischen Polizei. In ihrem Ľudový programm („Volksprogramm“ oder „Völkisches Programm“), dass sie am 13. März 2005 bei der Kranzniederlegung am Grab Jozef Tisos vorstellte, forderte sie die Auflösung aller politischen Parteien und die Ersetzung der Demokratie durch einen Ständestaat. Im März 2006 wurden sie vom slowakischen Höchstgericht aufgelöst, wobei der slowakische Generalstaatsanwalt als Grund dafür neben der antidemokratischen Zielsetzung auch jene Programmpunkte nannte, die sich offen gegen Juden, Roma und Ungarn richteten. Zur Nationalratswahl 2006 konnten Kotleba und weitere Mitstreiter dennoch auf der Liste einer anderen Kleinpartei antreten, diese erhielt aber nur 0,16 % der Wählerstimmen.

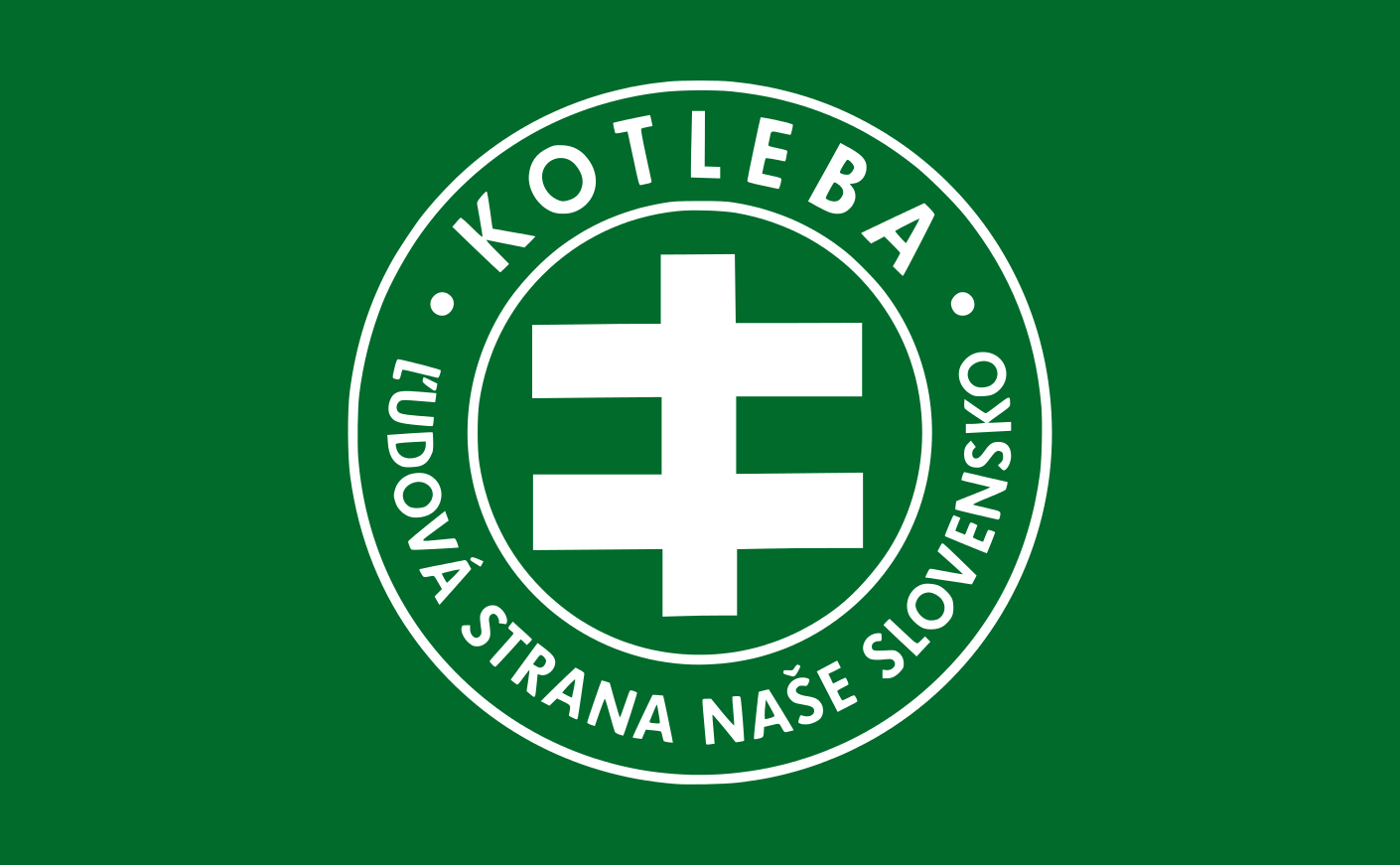
Parteiflagge der ĽSNS bis 2018

Im Jahr 2009 übernahmen Kotlebas Gefolgsleute eine bereits bestehende Partei und benannten sie um in Volkspartei Unsere Slowakei (kurz ĽSNS). Zur Nationalratswahl in der Slowakei 2010 trat Kotlebas Partei mit einem Manifest an, das unter dem Namen 14 krokov pre budúcnosť Slovenska („14 Schritte für die Zukunft der Slowakei“) vorgestellt wurde. Unübersehbar ist dabei laut dem slowakischen Kotleba-Biographen Daniel Vražda (2020) die Assoziierung mit den Fourteen Words US-amerikanischer Rassisten, dem 14. März 1939 als Gründungsdatum des Slowakischen Staates sowie dem von Ministerpräsident Vojtech Tuka 1941 verkündeten „14-Punkte-Programm“ des slowakischen Nationalsozialismus. Die Partei erhielt erneut nur 1,33 % der Wählerstimmen und verpasste auch bei der folgenden Nationalratswahl 2012 (1,58 %) den Einzug ins Parlament.

#### Zunehmende Bedeutung ab 2013
Zu einem Wendepunkt in der Entwicklung der ĽSNS und des slowakischen Neonazismus wurden die Wahlen zum Regionalpräsidenten des Landes Banská Bystrica im Jahr 2013. Dabei setzte sich Kotleba überraschend in der zweiten Wahlrunde gegen den Kandidaten der regierenden Smer-SD durch und wurde neuer Regionalpräsident. Er erhielt 55,2 % bei einer niedrigen Wahlbeteiligung von 24,6 %. In diesem Amt fungierte Kotleba bis 2017, als er seinem, von allen anderen Parteien und dem Staatspräsidenten Andrej Kiska unterstützten Gegenkandidaten Ján Lunter klar unterlag. Nach seinem Amtsantritt übergab Kotleba zum Jahrestag der Entstehung des Slowakischen Staates am 14. März 2017 einer Familie mit vier Kindern, von denen eines im Rollstuhl sitzt, einen Check über 1488 Euro. Dabei steht 88 im Neonazismus für „Heil Hitler!“ und 14 für die Fourteen Words. Außerdem schlug er die Aufstellung einer „Volkswache“ (Ľudová stráž) vor, deren Beitritt schon Kindern ab 12 Jahren offengestanden hätte. In den Statuten des geplanten Bürgervereins wurden der Gruß Na stráž („Auf Wache“) und das Motto Za Boha, za národ („Für Gott und die Nation“) angegeben, die auch vom totalitären Regime des Slowakischen Staates verwendet wurden. Der Vorschlag wurde sowohl vom slowakischen Innenministerium als auch vom slowakischen Höchstgericht abgelehnt. 2015 veröffentlichte die regionale Monatszeitschrift des Landes Bystrický kraj die antisemitische Karikatur eines Juden mit Banknoten. Öffentliche Aufmerksamkeit erhielt auch Kolebas Gewerbe unter dem Namen Marian Kotleba – KKK – Anglická móda („Marian Kotleba – KKK – Englische Mode“), wobei KKK einen Verweis auf den Ku Klux Klan darstellt.
Kotlebas Partei ĽSNS konnte bei der Nationalratswahl 2016 (8,04 %) erstmals in den Nationalrat einziehen. Am 29. April 2019 entschied das slowakische Höchstgericht über die Forderung der Staatsanwaltschaft nach einem Verbot von Kotlebas Partei, dass deren Programm und Tätigkeit nicht im Widerspruch zur demokratischen Ordnung, der Verfassung und den Gesetzen stehen. Demgegenüber klassifiziert der slowakische Historiker und Faschismusforscher Jakub Drábik (2019) Kotlebas Partei als „in ihrem Kern neonazistische Partei, die zur größeren Familie der faschistischen Bewegungen gehört“. Der neonazistische Charakter der ĽSNS werde dabei auch durch ihren Antisemitismus bestätigt, der seit ihrer Gründung ein starkes ideologisches Element der Partei sei.

## Anhang